# Liga Europeană EHF Feminin 2023-2024
Liga Europeană EHF Feminin 2023-24 a fost cea de-a 43-a ediție a fostei Cupe EHF și a patra ediție după redenumirea acesteia, în 2020, în Liga Europeană EHF Feminin. Competiția a fost organizată și supervizată de Federația Europeană de Handbal (EHF).

## Formatul
Sistemul de joc a fost asemănător cu cel din ediția anterioară: au existat trei manșe de calificare, o fază a grupelor și faze eliminatorii. La fel ca și în cazul ediției 2022-23, în manșa 1 a ediției 2023-24 nu s-a desfășurat nici o partidă.

## Manșele preliminare

### Manșa 1 de calificare
În această manșă nu s-au desfășurat meciuri.

### Manșa a 2-a de calificare
În această manșă au fost distribuite 12 echipe. Ele au jucat grupate câte două, în sistem tur-retur. Turul s-a desfășurat între 23 și 24 septembrie, iar returul între 30 septembrie și 1 octombrie 2023. Cele 6 câștigătoare au avansat în manșa a 3-a.

### Manșa a 3-a de calificare
În această manșă au fost distribuite în primă fază 18 echipe, cărora li s-au alăturat cele 6 câștigătoare ale manșei a 2-a. Cele 24 de echipe rezultate în total au jucat grupate câte două, în sistem tur-retur. Turul s-a desfășurat între 11 și 12 noiembrie, iar returul între 18 și 19 noiembrie 2023. Cele 12 câștigătoare au avansat în faza grupelor.

### Faza grupelor
4 echipe au fost calificate direct în această fază. Ulterior, lor li s-au alăturat cele 12 echipe câștigătoare ale manșei a 3-a de calificare. Cele 16 echipe rezultate au fost împărțite în 4 grupe de câte 4 echipe fiecare.

## Tragerile la sorți și datele manșelor
Distribuția echipelor în manșele a 2-a și a 3-a a fost determinată prin tragere la sorți pe data de 18 iulie 2023, de la ora locală 11:00, la sediul EHF de la Viena, iar extragerea a fost transmisă în direct pe canalul online ehfTV și pe conturile de Facebook și YouTube ale EHF.
Faza grupelor a fost trasă la sorți pe 23 noiembrie 2023.
| Rundă                | Data tragerii la sorți | Tur                                             | Retur                                           |
| -------------------- | ---------------------- | ----------------------------------------------- | ----------------------------------------------- |
| Manșa 1              | Nu s-au jucat meciuri  | Nu s-au jucat meciuri                           | Nu s-au jucat meciuri                           |
| Manșa a 2-a          | 18 iulie 2023          | 23–24 septembrie 2023                           | 30 sep.–1 oct. 2023                             |
| Manșa a 3-a          | 18 iulie 2023          | 11–12 noiembrie 2023                            | 18–19 noiembrie 2023                            |
| Faza grupelor        | 23 noiembrie 2023      | 6–7 ianuarie 2024, până pe 17–18 februarie 2024 | 6–7 ianuarie 2024, până pe 17–18 februarie 2024 |
| Sferturile de finală | Fără tragere la sorți  | 16–17 martie 2024                               | 23–24 martie 2024                               |
| Final4               | 26 martie 2024         | 11–12 mai 2024                                  | 11–12 mai 2024                                  |

## Faza calificărilor

### Manșa 1
În această manșă nu s-au disputat meciuri.

### Manșa a 2-a
Manșa a 2-a a fost prima rundă în care s-au desfășurat partide. La această manșă au luat parte 12 echipe, care au fost distribuite pentru tragerea la sorți în două urne valorice. Distribuția a fost anunțată pe 10 iulie 2023:
| - Hypo Niederösterreich - AC PAOK - Valur Reykjavík - Molde HK Elite - CBF Málaga - ŽRK Železničar Inđija |

| - VfL Oldenburg - JDA Dijon Handball - HC Dunărea Brăila - Larvik HK - Önnereds HK - Spono Eagles |

Tragerea la sorți a avut loc pe 18 iulie 2023. În urma tragerii la sorți au rezultat partidele de mai jos:
| Echipa 1              | Scor gen. | Echipa 2              | Tur   | Retur |
| --------------------- | --------- | --------------------- | ----- | ----- |
| VfL Oldenburg         | 62 – 47   | AC PAOK               | 37–22 | 25–25 |
| Spono Eagles          | 63 – 62   | ŽRK Železničar Inđija | 30–28 | 33–34 |
| CBF Málaga            | 68 – 58   | Larvik HK             | 33–27 | 35–31 |
| Hypo Niederösterreich | 63 – 64   | Önnereds HK           | 29–27 | 34–37 |
| Valur Reykjavík       | 43 – 60   | HC Dunărea Brăila     | 29–30 | 14–30 |
| JDA Dijon Handball    | 52 – 75   | Molde HK Elite        | 29–35 | 23–40 |

Note

### Manșa a 3-a
24 de echipe au luat parte la această manșă, din care 18 calificate direct, iar 6 avansate din manșa a 2-a.
| Echipă                 | Echipă              |
| ---------------------- | ------------------- |
| DHK Baník Most         | Sola HK             |
| RK Lokomotiva Zagreb   | Storhamar HE        |
| RK Podravka Koprivnica | MKS FunFloor Lublin |
| København Håndbold     | CSM Târgu Jiu       |
| LC Brühl               | ŽORK Jagodina       |
| Chambray Touraine HB   | Balonmano Bera Bera |
| Neptunes de Nantes     | Höörs HK H 65       |
| HSG Bensheim/Auerbach  | Kastamonu Bld. GSK  |
| Borussia Dortmund      | Praktiker-Vác       |

| Echipă         | Echipă            |
| -------------- | ----------------- |
| Spono Eagles   | HC Dunărea Brăila |
| VfL Oldenburg  | CBF Málaga        |
| Molde HK Elite | Önnereds HK       |

Tragerea la sorți a avut loc pe 18 iulie 2023. În urma tragerii la sorți au rezultat partidele de mai jos:
| Echipa 1              | Scor gen. | Echipa 2               | Tur   | Retur |
| --------------------- | --------- | ---------------------- | ----- | ----- |
| HSG Bensheim/Auerbach | 55 – 44   | VfL Oldenburg          | 27–19 | 28–25 |
| LC Brühl              | 43 – 531) | RK Lokomotiva Zagreb   | 23–28 | 20–25 |
| Praktiker-Vác         | 70 – 53   | Kastamonu Bld. GSK     | 37–21 | 33–32 |
| Borussia Dortmund     | 46 – 52   | HC Dunărea Brăila      | 24–25 | 22–27 |
| Storhamar HE          | 73 – 60   | Höörs HK H 65          | 37–28 | 36–32 |
| Chambray Touraine HB  | 60 – 47   | DHK Baník Most         | 33–20 | 27–27 |
| Spono Eagles          | 43 – 582) | RK Podravka Koprivnica | 17–26 | 26–32 |
| Neptunes de Nantes    | 75 – 52   | Molde HK Elite         | 45–28 | 30–24 |
| Sola HK               | 67 – 66   | Balonmano Bera Bera    | 39–32 | 28–34 |
| Önnereds HK           | 50 – 553) | CSM Târgu Jiu          | 27–29 | 23–26 |
| ŽORK Jagodina         | 44 – 80   | MKS FunFloor Lublin    | 20–36 | 24–44 |
| CBF Málaga            | 54 – 49   | København Håndbold     | 29–29 | 25–20 |

Note

## Faza grupelor
16 echipe au luat parte la faza grupelor, din care 4 calificate direct, iar 12 avansate din manșa a 3-a:
| Echipă              | Echipă                  |
| ------------------- | ----------------------- |
| Nykøbing Falster HK | CS Gloria 2018 Bistrița |
| Thüringer HC        | Mosonmagyaróvári KC SE  |

| Echipă                 | Echipă              |
| ---------------------- | ------------------- |
| RK Lokomotiva Zagreb   | Sola HK             |
| RK Podravka Koprivnica | Storhamar HE        |
| Praktiker-Vác          | MKS FunFloor Lublin |
| Chambray Touraine HB   | HC Dunărea Brăila   |
| Neptunes de Nantes     | CSM Târgu Jiu       |
| HSG Bensheim/Auerbach  | CBF Málaga          |

Echipele care au jucat în această fază au fost distribuite în patru grupe de câte patru. Tragerea la sorți a avut loc pe 23 noiembrie 2023. În fiecare grupă, echipele s-au înfruntat într-un turneu de tip fiecare cu fiecare, cu meciuri pe teren propriu și în deplasare. Primele două echipe din fiecare grupă s-au calificat în sferturile de finală. Echipele provenind din aceeași federație națională au fost protejate, neputând fi extrase în aceeași grupă.
| Departajare |
| --- |
| În faza grupelor, echipele au fost departajate pe bază de punctaj (2 puncte pentru victorie, 1 punct pentru meci egal, 0 puncte pentru înfrângere). La terminarea fazei grupelor, dacă două sau mai multe echipe dintr-o grupă au acumulat același număr de puncte, atunci departajarea lor s-a făcut conform regulamentului, ținând cont de următoarele criterii și în următoarea ordine: 1. Cel mai mare număr de puncte obținute în meciurile directe; 2. Golaveraj superior în meciurile directe; 3. Cel mai mare număr de goluri înscrise în meciurile directe (sau în meciul din deplasare, în cazul sistemului tur-retur); 4. Golaveraj superior în toate meciurile din grupă; 5. Cel mai bun golaveraj pozitiv în toate meciurile din grupă; În timpul fazei grupelor, doar criteriile 4–5 s-au aplicat pentru a determina clasamentul provizoriu al echipelor. |

### Grupa A
| Loc | Echipa                 | MJ | V | E | Î | GM  | GP  | DG  | Pct | Calificare           |         | STO     | KOP     | NYK     | VÁC     |
| --- | ---------------------- | -- | - | - | - | --- | --- | --- | --- | -------------------- | ------- | ------- | ------- | ------- | ------- |
| 1   | Storhamar HE           | 6  | 5 | 0 | 1 | 169 | 138 | +31 | 10  | Sferturile de finală |         | —       | 31 – 22 | 27 – 26 | 35 – 17 |
| 2   | RK Podravka Koprivnica | 6  | 3 | 1 | 2 | 147 | 148 | −1  | 7   | Sferturile de finală |         | 23 – 19 | —       | 25 – 23 | 27 – 24 |
| 3   | Nykøbing Falster HK    | 6  | 2 | 0 | 4 | 154 | 155 | −1  | 4   |                      |         | 26 – 27 | 23 – 22 | —       | 32 – 27 |
| 4   | Praktiker-Vác          | 6  | 1 | 1 | 4 | 147 | 176 | −29 | 3   |                      | 24 – 30 | 28 – 28 | 27 – 24 | —       |         |

| Loc | Echipa               | MJ | V | E | Î | GM  | GP  | DG  | Pct | Calificare           |         | BRĂ     | THÜ     | CHA     | ZAG     |
| --- | -------------------- | -- | - | - | - | --- | --- | --- | --- | -------------------- | ------- | ------- | ------- | ------- | ------- |
| 1   | HC Dunărea Brăila    | 6  | 5 | 0 | 1 | 176 | 150 | +26 | 10  | Sferturile de finală |         | —       | 33 – 23 | 27 – 21 | 34 – 26 |
| 2   | Thüringer HC         | 6  | 5 | 0 | 1 | 173 | 146 | +27 | 10  | Sferturile de finală |         | 32 – 28 | —       | 29 – 22 | 29 – 17 |
| 3   | Chambray Touraine HB | 6  | 2 | 0 | 4 | 143 | 159 | −16 | 4   |                      |         | 19 – 24 | 25 – 32 | —       | 27 – 25 |
| 4   | RK Lokomotiva Zagreb | 6  | 0 | 0 | 6 | 140 | 177 | −37 | 0   |                      | 29 – 30 | 21 – 28 | 22 – 29 | —       |         |

| Loc | Echipa                  | MJ | V | E | Î | GM  | GP  | DG  | Pct | Calificare           |         | BIS     | NAN     | AUE     | LUB     |
| --- | ----------------------- | -- | - | - | - | --- | --- | --- | --- | -------------------- | ------- | ------- | ------- | ------- | ------- |
| 1   | CS Gloria 2018 Bistrița | 6  | 5 | 1 | 0 | 176 | 148 | +28 | 11  | Sferturile de finală |         | —       | 19 – 19 | 33 – 24 | 26 – 23 |
| 2   | Neptunes de Nantes      | 6  | 3 | 1 | 2 | 190 | 171 | +19 | 7   | Sferturile de finală |         | 29 – 34 | —       | 39 – 27 | 39 – 25 |
| 3   | HSG Bensheim/Auerbach   | 6  | 2 | 0 | 4 | 182 | 200 | −18 | 4   |                      |         | 27 – 35 | 37 – 30 | —       | 35 – 29 |
| 4   | MKS FunFloor Lublin     | 6  | 1 | 0 | 5 | 166 | 195 | −29 | 2   |                      | 26 – 29 | 29 – 34 | 34 – 32 | —       |         |

| Loc | Echipa                 | MJ | V | E | Î | GM  | GP  | DG  | Pct | Calificare           |         | SOL     | MOS     | MÁL     | TGJ     |
| --- | ---------------------- | -- | - | - | - | --- | --- | --- | --- | -------------------- | ------- | ------- | ------- | ------- | ------- |
| 1   | Sola HK                | 6  | 5 | 0 | 1 | 195 | 164 | +31 | 10  | Sferturile de finală |         | —       | 28 – 32 | 36 – 31 | 40 – 29 |
| 2   | Mosonmagyaróvári KC SE | 6  | 4 | 0 | 2 | 167 | 161 | +6  | 8   | Sferturile de finală |         | 29 – 34 | —       | 25 – 23 | 33 – 27 |
| 3   | CBF Málaga             | 6  | 3 | 0 | 3 | 170 | 164 | +6  | 6   |                      |         | 22 – 26 | 29 – 26 | —       | 30 – 26 |
| 4   | CSM Târgu Jiu          | 6  | 0 | 0 | 6 | 148 | 191 | −43 | 0   |                      | 21 – 31 | 20 – 22 | 25 – 35 | —       |         |

| Grupă | De pe locul 1 din grupă | De pe locul 2 din grupă |
| ----- | ----------------------- | ----------------------- |
| A     | Storhamar HE            | RK Podravka Koprivnica  |
| B     | HC Dunărea Brăila       | Thüringer HC            |
| C     | CS Gloria 2018 Bistrița | Neptunes de Nantes      |
| D     | Sola HK                 | Mosonmagyaróvári KC SE  |

|  | Sferturile de finală | Sferturile de finală    | Sferturile de finală | Sferturile de finală | Sferturile de finală |    |                        | Semifinalele            | Semifinalele | Semifinalele | Semifinalele | Semifinalele |                   |             | Finala                  | Finala             | Finala      | Finala | Finala |  |
|  |                      |                         |                      |                      |                      |    |                        |                         |              |              |              |              |                   |             |                         |                    |             |        |        |  |
|  | 2D                   | Mosonmagyaróvári KC     | 30                   | 25                   | 55                   |    |                        |                         |              |              |              |              |                   |             |                         |                    |             |        |        |  |
|  | 1C                   | CS Gloria 2018 Bistrița | 32                   | 27                   | 59                   |    |                        |                         |              |              |              |              |                   |             |                         |                    |             |        |        |  |
|  | 1C                   | CS Gloria 2018 Bistrița | 32                   | 27                   | 59                   |    | 1C                     | CS Gloria 2018 Bistrița | –            | –            | 37           |              |                   |             |                         |                    |             |        |        |  |
|  |                      |                         |                      |                      |                      |    | 1C                     | CS Gloria 2018 Bistrița | –            | –            | 37           |              |                   |             |                         |                    |             |        |        |  |
|  |                      | 1B                      | HC Dunărea Brăila    | –                    | –                    | 26 |                        |                         |              |              |              |              |                   |             |                         |                    |             |        |        |  |
|  | 2A                   | 1B                      | HC Dunărea Brăila    | –                    | –                    | 26 | RK Podravka Koprivnica | 26                      | 25           | 51           |              |              |                   |             |                         |                    |             |        |        |  |
|  | 2A                   |                         |                      |                      |                      |    | RK Podravka Koprivnica | 26                      | 25           | 51           |              |              |                   |             |                         |                    |             |        |        |  |
|  | 1B                   | HC Dunărea Brăila       | 32                   | 26                   | 58                   |    |                        |                         |              |              |              |              |                   |             |                         |                    |             |        |        |  |
|  | 1B                   | HC Dunărea Brăila       | 32                   | 26                   | 58                   |    |                        |                         |              |              |              |              |                   | 1C          | CS Gloria 2018 Bistrița | –                  | –           | 27     |        |  |
|  |                      |                         |                      |                      |                      |    |                        |                         |              |              |              |              |                   | 1C          | CS Gloria 2018 Bistrița | –                  | –           | 27     |        |  |
|  |                      | 1A                      | Storhamar HE         | –                    | –                    | 29 |                        |                         |              |              |              |              |                   |             |                         |                    |             |        |        |  |
|  | 2B                   | 1A                      | Storhamar HE         | –                    | –                    | 29 | Thüringer HC           | 35                      | 26           | 61           |              |              |                   |             |                         |                    |             |        |        |  |
|  | 2B                   |                         |                      |                      |                      |    | Thüringer HC           | 35                      | 26           | 61           |              |              |                   |             |                         |                    |             |        |        |  |
|  | 1A                   | Storhamar HE            | 39                   | 33                   | 72                   |    |                        |                         |              |              |              |              |                   |             |                         |                    |             |        |        |  |
|  | 1A                   | Storhamar HE            | 39                   | 33                   | 72                   |    | 1A                     | Storhamar HE            | –            | –            | 28           |              | Finala mică       | Finala mică | Finala mică             | Finala mică        | Finala mică |        |        |  |
|  |                      |                         |                      |                      |                      |    | 1A                     | Storhamar HE            | –            | –            | 28           |              | Finala mică       | Finala mică | Finala mică             | Finala mică        | Finala mică |        |        |  |
|  |                      | 2C                      | Neptunes de Nantes   | –                    | –                    | 27 |                        |                         |              |              |              |              |                   |             |                         |                    |             |        |        |  |
|  | 2C                   | 2C                      | Neptunes de Nantes   | –                    | –                    | 27 | Neptunes de Nantes     | 31                      | 29           | 60           |              | 1B           | HC Dunărea Brăila | –           | –                       | 38                 |             |        |        |  |
|  | 2C                   |                         |                      |                      |                      |    | Neptunes de Nantes     | 31                      | 29           | 60           |              | 1B           | HC Dunărea Brăila | –           | –                       | 38                 |             |        |        |  |
|  | 1D                   | Sola HK                 | 27                   | 30                   | 57                   |    |                        |                         |              |              |              |              |                   |             | 2C                      | Neptunes de Nantes | –           | –      | 39     |  |

| Echipa 1               | Scor gen. | Echipa 2                | Tur   | Retur |
| ---------------------- | --------- | ----------------------- | ----- | ----- |
| Thüringer HC           | 61 – 72   | Storhamar HE            | 35–39 | 26–33 |
| RK Podravka Koprivnica | 51 – 58   | HC Dunărea Brăila       | 26–32 | 25–26 |
| Mosonmagyaróvári KC SE | 55 – 59   | CS Gloria 2018 Bistrița | 30–32 | 25–27 |
| Neptunes de Nantes     | 60 – 57   | Sola HK                 | 31–27 | 39–30 |

|  | Semifinalele         | Semifinalele |                      |    | Finala | Finala |
|  |                      |              |                      |    |        |        |
|  | 11 mai 2024          |              |                      |    |        |        |
|  |                      |              |                      |    |        |        |
|  | Gloria 2018 Bistrița | 37           |                      |    |        |        |
|  | Gloria 2018 Bistrița | 37           | 12 mai 2024          |    |        |        |
|  | HC Dunărea Brăila    | 26           |                      |    |        |        |
|  | HC Dunărea Brăila    | 26           | Gloria 2018 Bistrița | 27 |        |        |
|  | 11 mai 2024          |              | Gloria 2018 Bistrița | 27 |        |        |
|  |                      | Storhamar HE | 29                   |    |        |        |
|  | Storhamar HE         | Storhamar HE | 29                   | 28 |        |        |
|  | Storhamar HE         |              |                      | 28 |        |        |
|  | Neptunes de Nantes   | 27           |                      |    |        |        |
|  | Neptunes de Nantes   | 27           | Finala mică          |    |        |        |
|  |                      |              |                      |    |        |        |
|  | 12 mai 2024          |              |                      |    |        |        |
|  |                      |              |                      |    |        |        |
|  | HC Dunărea Brăila    | 38           |                      |    |        |        |
|  | HC Dunărea Brăila    | 38           |                      |    |        |        |
|  | Neptunes de Nantes   | 39           |                      |    |        |        |

| 11 mai 2024 15:00 | CS Gloria 2018 Bistrița | 37 – 26 | HC Dunărea Brăila | Raiffeisen Sportpark, Graz Asistență: 1650 Arbitri: Duplîi, Pobedrina |
| 11 mai 2024 15:00 | Laslo 9                 | (20–14) | Ježić 7           | Raiffeisen Sportpark, Graz Asistență: 1650 Arbitri: Duplîi, Pobedrina |
| 11 mai 2024 15:00 | 6× 1×                   | Raport  | 3×                | Raiffeisen Sportpark, Graz Asistență: 1650 Arbitri: Duplîi, Pobedrina |

| 11 mai 2024 18:00 | Storhamar HE        | 28 – 27 | Neptunes de Nantes | Raiffeisen Sportpark, Graz Asistență: 1450 Arbitri: Vranes, Wenninger |
| 11 mai 2024 18:00 | Nestaker, Obaidli 7 | (12–16) | Sajka 7            | Raiffeisen Sportpark, Graz Asistență: 1450 Arbitri: Vranes, Wenninger |
| 11 mai 2024 18:00 | 3×                  | Raport  | 6×                 | Raiffeisen Sportpark, Graz Asistență: 1450 Arbitri: Vranes, Wenninger |

| 12 mai 2024 15:00 | HC Dunărea Brăila              | 38 – 39 (Prel.) | Neptunes de Nantes | Raiffeisen Sportpark, Graz Asistență: 1600 Arbitri: Merisi, Pepe |
| 12 mai 2024 15:00 | González, da Rocha, Živković 6 | (14–18)         | Ondono 6           | Raiffeisen Sportpark, Graz Asistență: 1600 Arbitri: Merisi, Pepe |
| 12 mai 2024 15:00 |                                | Raport          | 3×                 | Raiffeisen Sportpark, Graz Asistență: 1600 Arbitri: Merisi, Pepe |
| 12 mai 2024 15:00 | FT: 33–33 7m: 5–6              |                 |                    | Raiffeisen Sportpark, Graz Asistență: 1600 Arbitri: Merisi, Pepe |

| 12 mai 2024 18:00 | CS Gloria 2018 Bistrița  | 27 – 29 | Storhamar HE | Raiffeisen Sportpark, Graz Asistență: 1800 Arbitri: Hatipoğlu, Şimşek |
| 12 mai 2024 18:00 | Araújo Frossard, Laslo 6 | (15–14) | Obaidli 9    | Raiffeisen Sportpark, Graz Asistență: 1800 Arbitri: Hatipoğlu, Şimşek |
| 12 mai 2024 18:00 | 3× 1× 2×                 | Raport  | 3× 2×        | Raiffeisen Sportpark, Graz Asistență: 1800 Arbitri: Hatipoğlu, Şimşek |

| Poz. | Nume               | Echipă                | Goluri | Partide |
| ---- | ------------------ | --------------------- | ------ | ------- |
| 1    | Dunja Tabak        | ŽRK Železničar Inđija | 20     | 2       |
| 2    | Patrícia Kovács    | Hypo Niederösterreich | 19     | 2       |
| 3    | Maja Sæteren       | Larvik HK             | 18     | 2       |
| 4    | Christine Alver    | Molde HK Elite        | 17     | 2       |
| 4    | Nikoleta Lazarević | ŽRK Železničar Inđija | 17     | 2       |
| 6    | Mia Emmenegger     | Spono Eagles          | 16     | 2       |
| 7    | Celina Vatne       | Molde HK Elite        | 13     | 2       |
| 8    | Estela Doiro       | CBF Málaga            | 12     | 2       |
| 8    | Mireya González    | HC Dunărea Brăila     | 12     | 2       |
| 8    | Heidi Løke         | Larvik HK             | 12     | 2       |
| 8    | Andrea Pavković    | Hypo Niederösterreich | 12     | 2       |

| Poz. | Nume                    | Echipă                   | Goluri | Partide |
| ---- | ----------------------- | ------------------------ | ------ | ------- |
| 1    | Silvia Arderius         | CBF Málaga Costa del Sol | 14     | 2       |
| 2    | Csenge Kuczora          | Praktiker-Vác            | 16     | 2       |
| 2    | Tamara Horacek          | Neptunes de Nantes       | 16     | 2       |
| 4    | Camilla Herrem          | Sola HK                  | 15     | 2       |
| 4    | Lucie-Marie Kretzschmar | HSG Bensheim/Auerbach    | 15     | 2       |
| 4    | Anniken Obaidli         | Storhamar HE             | 15     | 2       |
| 7    | Christine Alver         | Molde HK Elite           | 14     | 2       |
| 7    | Magda Balsam            | MKS FunFloor Lublin      | 14     | 2       |
| 7    | Nuria Bucher            | Spono Eagles             | 14     | 2       |
| 7    | Emma Nuhanovic          | Höörs HK H 65            | 14     | 2       |
| 7    | Laurentia Wolff         | LC Brühl Handball        | 14     | 2       |

| Poz. | Nume               | Echipă                | Goluri | Partide |
| ---- | ------------------ | --------------------- | ------ | ------- |
| 1    | Dunja Tabak        | ŽRK Železničar Inđija | 20     | 2       |
| 2    | Patrícia Kovács    | Hypo Niederösterreich | 19     | 2       |
| 3    | Maja Sæteren       | Larvik HK             | 18     | 2       |
| 4    | Christine Alver    | Molde HK Elite        | 17     | 2       |
| 4    | Nikoleta Lazarević | ŽRK Železničar Inđija | 17     | 2       |
| 6    | Mia Emmenegger     | Spono Eagles          | 16     | 2       |
| 7    | Celina Vatne       | Molde HK Elite        | 13     | 2       |
| 8    | Estela Doiro       | CBF Málaga            | 12     | 2       |
| 8    | Mireya González    | HC Dunărea Brăila     | 12     | 2       |
| 8    | Heidi Løke         | Larvik HK             | 12     | 2       |
| 8    | Andrea Pavković    | Hypo Niederösterreich | 12     | 2       |

| Poz. | Nume                    | Echipă                   | Goluri | Partide |
| ---- | ----------------------- | ------------------------ | ------ | ------- |
| 1    | Silvia Arderius         | CBF Málaga Costa del Sol | 14     | 2       |
| 2    | Csenge Kuczora          | Praktiker-Vác            | 16     | 2       |
| 2    | Tamara Horacek          | Neptunes de Nantes       | 16     | 2       |
| 4    | Camilla Herrem          | Sola HK                  | 15     | 2       |
| 4    | Lucie-Marie Kretzschmar | HSG Bensheim/Auerbach    | 15     | 2       |
| 4    | Anniken Obaidli         | Storhamar HE             | 15     | 2       |
| 7    | Christine Alver         | Molde HK Elite           | 14     | 2       |
| 7    | Magda Balsam            | MKS FunFloor Lublin      | 14     | 2       |
| 7    | Nuria Bucher            | Spono Eagles             | 14     | 2       |
| 7    | Emma Nuhanovic          | Höörs HK H 65            | 14     | 2       |
| 7    | Laurentia Wolff         | LC Brühl Handball        | 14     | 2       |

| Poz. | Nume               | Echipă                  | Goluri | Partide |
| ---- | ------------------ | ----------------------- | ------ | ------- |
| 1    | Anniken Obaidli    | Storhamar HE            | 68     | 10      |
| 2    | Cristina Laslo     | CS Gloria 2018 Bistrița | 56     | 10      |
| 3    | Katarina Ježić     | HC Dunărea Brăila       | 51     | 10      |
| 4    | Johanna Reichert   | Thüringer HC            | 48     | 8       |
| 5    | Eszter Tóth        | Mosonmagyaróvári KC SE  | 46     | 8       |
| 6    | Csenge Kuczora     | Praktiker-Vác           | 44     | 6       |
| 6    | Kristina Novak     | Sola HK                 | 44     | 8       |
| 8    | Tamara Horacek     | Neptunes de Nantes      | 43     | 10      |
| 8    | Marie-Hélène Sajka | Neptunes de Nantes      | 43     | 10      |
| 10   | Bianca Bazaliu     | CS Gloria 2018 Bistrița | 42     | 10      |
| 10   | Oriane Ondono      | Neptunes de Nantes      | 42     | 10      |

| Poz. | Nume                    | Echipă                  | Goluri | Partide |
| ---- | ----------------------- | ----------------------- | ------ | ------- |
| 1    | Anniken Obaidli         | Storhamar HE            | 83     | 12      |
| 2    | Csenge Kuczora          | Praktiker-Vác           | 60     | 8       |
| 3    | Tamara Horacek          | Neptunes de Nantes      | 59     | 12      |
| 4    | Kristina Novak          | Sola HK                 | 57     | 10      |
| 5    | Lucie-Marie Kretzschmar | HSG Bensheim/Auerbach   | 56     | 8       |
| 5    | Cristina Laslo          | CS Gloria 2018 Bistrița | 56     | 10      |
| 7    | Camilla Herrem          | Sola HK                 | 55     | 10      |
| 7    | Katarina Ježić          | HC Dunărea Brăila       | 55     | 14      |
| 9    | Oriane Ondono           | Neptunes de Nantes      | 51     | 12      |
| 10   | Marie-Hélène Sajka      | Neptunes de Nantes      | 49     | 12      |

| Poz. | Nume               | Echipă                  | Goluri | Partide |
| ---- | ------------------ | ----------------------- | ------ | ------- |
| 1    | Anniken Obaidli    | Storhamar HE            | 68     | 10      |
| 2    | Cristina Laslo     | CS Gloria 2018 Bistrița | 56     | 10      |
| 3    | Katarina Ježić     | HC Dunărea Brăila       | 51     | 10      |
| 4    | Johanna Reichert   | Thüringer HC            | 48     | 8       |
| 5    | Eszter Tóth        | Mosonmagyaróvári KC SE  | 46     | 8       |
| 6    | Csenge Kuczora     | Praktiker-Vác           | 44     | 6       |
| 6    | Kristina Novak     | Sola HK                 | 44     | 8       |
| 8    | Tamara Horacek     | Neptunes de Nantes      | 43     | 10      |
| 8    | Marie-Hélène Sajka | Neptunes de Nantes      | 43     | 10      |
| 10   | Bianca Bazaliu     | CS Gloria 2018 Bistrița | 42     | 10      |
| 10   | Oriane Ondono      | Neptunes de Nantes      | 42     | 10      |

| Poz. | Nume                    | Echipă                  | Goluri | Partide |
| ---- | ----------------------- | ----------------------- | ------ | ------- |
| 1    | Anniken Obaidli         | Storhamar HE            | 83     | 12      |
| 2    | Csenge Kuczora          | Praktiker-Vác           | 60     | 8       |
| 3    | Tamara Horacek          | Neptunes de Nantes      | 59     | 12      |
| 4    | Kristina Novak          | Sola HK                 | 57     | 10      |
| 5    | Lucie-Marie Kretzschmar | HSG Bensheim/Auerbach   | 56     | 8       |
| 5    | Cristina Laslo          | CS Gloria 2018 Bistrița | 56     | 10      |
| 7    | Camilla Herrem          | Sola HK                 | 55     | 10      |
| 7    | Katarina Ježić          | HC Dunărea Brăila       | 55     | 14      |
| 9    | Oriane Ondono           | Neptunes de Nantes      | 51     | 12      |
| 10   | Marie-Hélène Sajka      | Neptunes de Nantes      | 49     | 12      |

| Loc | Echipa                 | MJ | V | E | Î | GM  | GP  | DG  | Pct | Calificare           |         | SOL     | MOS     | MÁL     | TGJ     |
| --- | ---------------------- | -- | - | - | - | --- | --- | --- | --- | -------------------- | ------- | ------- | ------- | ------- | ------- |
| 1   | Sola HK                | 6  | 5 | 0 | 1 | 195 | 164 | +31 | 10  | Sferturile de finală |         | —       | 28 – 32 | 36 – 31 | 40 – 29 |
| 2   | Mosonmagyaróvári KC SE | 6  | 4 | 0 | 2 | 167 | 161 | +6  | 8   | Sferturile de finală |         | 29 – 34 | —       | 25 – 23 | 33 – 27 |
| 3   | CBF Málaga             | 6  | 3 | 0 | 3 | 170 | 164 | +6  | 6   |                      |         | 22 – 26 | 29 – 26 | —       | 30 – 26 |
| 4   | CSM Târgu Jiu          | 6  | 0 | 0 | 6 | 148 | 191 | −43 | 0   |                      | 21 – 31 | 20 – 22 | 25 – 35 | —       |         |

| Grupă | De pe locul 1 din grupă | De pe locul 2 din grupă |
| ----- | ----------------------- | ----------------------- |
| A     | Storhamar HE            | RK Podravka Koprivnica  |
| B     | HC Dunărea Brăila       | Thüringer HC            |
| C     | CS Gloria 2018 Bistrița | Neptunes de Nantes      |
| D     | Sola HK                 | Mosonmagyaróvári KC SE  |

|  | Sferturile de finală | Sferturile de finală    | Sferturile de finală | Sferturile de finală | Sferturile de finală |    |                        | Semifinalele            | Semifinalele | Semifinalele | Semifinalele | Semifinalele |                   |             | Finala                  | Finala             | Finala      | Finala | Finala |  |
|  |                      |                         |                      |                      |                      |    |                        |                         |              |              |              |              |                   |             |                         |                    |             |        |        |  |
|  | 2D                   | Mosonmagyaróvári KC     | 30                   | 25                   | 55                   |    |                        |                         |              |              |              |              |                   |             |                         |                    |             |        |        |  |
|  | 1C                   | CS Gloria 2018 Bistrița | 32                   | 27                   | 59                   |    |                        |                         |              |              |              |              |                   |             |                         |                    |             |        |        |  |
|  | 1C                   | CS Gloria 2018 Bistrița | 32                   | 27                   | 59                   |    | 1C                     | CS Gloria 2018 Bistrița | –            | –            | 37           |              |                   |             |                         |                    |             |        |        |  |
|  |                      |                         |                      |                      |                      |    | 1C                     | CS Gloria 2018 Bistrița | –            | –            | 37           |              |                   |             |                         |                    |             |        |        |  |
|  |                      | 1B                      | HC Dunărea Brăila    | –                    | –                    | 26 |                        |                         |              |              |              |              |                   |             |                         |                    |             |        |        |  |
|  | 2A                   | 1B                      | HC Dunărea Brăila    | –                    | –                    | 26 | RK Podravka Koprivnica | 26                      | 25           | 51           |              |              |                   |             |                         |                    |             |        |        |  |
|  | 2A                   |                         |                      |                      |                      |    | RK Podravka Koprivnica | 26                      | 25           | 51           |              |              |                   |             |                         |                    |             |        |        |  |
|  | 1B                   | HC Dunărea Brăila       | 32                   | 26                   | 58                   |    |                        |                         |              |              |              |              |                   |             |                         |                    |             |        |        |  |
|  | 1B                   | HC Dunărea Brăila       | 32                   | 26                   | 58                   |    |                        |                         |              |              |              |              |                   | 1C          | CS Gloria 2018 Bistrița | –                  | –           | 27     |        |  |
|  |                      |                         |                      |                      |                      |    |                        |                         |              |              |              |              |                   | 1C          | CS Gloria 2018 Bistrița | –                  | –           | 27     |        |  |
|  |                      | 1A                      | Storhamar HE         | –                    | –                    | 29 |                        |                         |              |              |              |              |                   |             |                         |                    |             |        |        |  |
|  | 2B                   | 1A                      | Storhamar HE         | –                    | –                    | 29 | Thüringer HC           | 35                      | 26           | 61           |              |              |                   |             |                         |                    |             |        |        |  |
|  | 2B                   |                         |                      |                      |                      |    | Thüringer HC           | 35                      | 26           | 61           |              |              |                   |             |                         |                    |             |        |        |  |
|  | 1A                   | Storhamar HE            | 39                   | 33                   | 72                   |    |                        |                         |              |              |              |              |                   |             |                         |                    |             |        |        |  |
|  | 1A                   | Storhamar HE            | 39                   | 33                   | 72                   |    | 1A                     | Storhamar HE            | –            | –            | 28           |              | Finala mică       | Finala mică | Finala mică             | Finala mică        | Finala mică |        |        |  |
|  |                      |                         |                      |                      |                      |    | 1A                     | Storhamar HE            | –            | –            | 28           |              | Finala mică       | Finala mică | Finala mică             | Finala mică        | Finala mică |        |        |  |
|  |                      | 2C                      | Neptunes de Nantes   | –                    | –                    | 27 |                        |                         |              |              |              |              |                   |             |                         |                    |             |        |        |  |
|  | 2C                   | 2C                      | Neptunes de Nantes   | –                    | –                    | 27 | Neptunes de Nantes     | 31                      | 29           | 60           |              | 1B           | HC Dunărea Brăila | –           | –                       | 38                 |             |        |        |  |
|  | 2C                   |                         |                      |                      |                      |    | Neptunes de Nantes     | 31                      | 29           | 60           |              | 1B           | HC Dunărea Brăila | –           | –                       | 38                 |             |        |        |  |
|  | 1D                   | Sola HK                 | 27                   | 30                   | 57                   |    |                        |                         |              |              |              |              |                   |             | 2C                      | Neptunes de Nantes | –           | –      | 39     |  |

| Echipa 1               | Scor gen. | Echipa 2                | Tur   | Retur |
| ---------------------- | --------- | ----------------------- | ----- | ----- |
| Thüringer HC           | 61 – 72   | Storhamar HE            | 35–39 | 26–33 |
| RK Podravka Koprivnica | 51 – 58   | HC Dunărea Brăila       | 26–32 | 25–26 |
| Mosonmagyaróvári KC SE | 55 – 59   | CS Gloria 2018 Bistrița | 30–32 | 25–27 |
| Neptunes de Nantes     | 60 – 57   | Sola HK                 | 31–27 | 39–30 |

|  | Semifinalele         | Semifinalele |                      |    | Finala | Finala |
|  |                      |              |                      |    |        |        |
|  | 11 mai 2024          |              |                      |    |        |        |
|  |                      |              |                      |    |        |        |
|  | Gloria 2018 Bistrița | 37           |                      |    |        |        |
|  | Gloria 2018 Bistrița | 37           | 12 mai 2024          |    |        |        |
|  | HC Dunărea Brăila    | 26           |                      |    |        |        |
|  | HC Dunărea Brăila    | 26           | Gloria 2018 Bistrița | 27 |        |        |
|  | 11 mai 2024          |              | Gloria 2018 Bistrița | 27 |        |        |
|  |                      | Storhamar HE | 29                   |    |        |        |
|  | Storhamar HE         | Storhamar HE | 29                   | 28 |        |        |
|  | Storhamar HE         |              |                      | 28 |        |        |
|  | Neptunes de Nantes   | 27           |                      |    |        |        |
|  | Neptunes de Nantes   | 27           | Finala mică          |    |        |        |
|  |                      |              |                      |    |        |        |
|  | 12 mai 2024          |              |                      |    |        |        |
|  |                      |              |                      |    |        |        |
|  | HC Dunărea Brăila    | 38           |                      |    |        |        |
|  | HC Dunărea Brăila    | 38           |                      |    |        |        |
|  | Neptunes de Nantes   | 39           |                      |    |        |        |

| 11 mai 2024 15:00 | CS Gloria 2018 Bistrița | 37 – 26 | HC Dunărea Brăila | Raiffeisen Sportpark, Graz Asistență: 1650 Arbitri: Duplîi, Pobedrina |
| 11 mai 2024 15:00 | Laslo 9                 | (20–14) | Ježić 7           | Raiffeisen Sportpark, Graz Asistență: 1650 Arbitri: Duplîi, Pobedrina |
| 11 mai 2024 15:00 | 6× 1×                   | Raport  | 3×                | Raiffeisen Sportpark, Graz Asistență: 1650 Arbitri: Duplîi, Pobedrina |

| 11 mai 2024 18:00 | Storhamar HE        | 28 – 27 | Neptunes de Nantes | Raiffeisen Sportpark, Graz Asistență: 1450 Arbitri: Vranes, Wenninger |
| 11 mai 2024 18:00 | Nestaker, Obaidli 7 | (12–16) | Sajka 7            | Raiffeisen Sportpark, Graz Asistență: 1450 Arbitri: Vranes, Wenninger |
| 11 mai 2024 18:00 | 3×                  | Raport  | 6×                 | Raiffeisen Sportpark, Graz Asistență: 1450 Arbitri: Vranes, Wenninger |

| 12 mai 2024 15:00 | HC Dunărea Brăila              | 38 – 39 (Prel.) | Neptunes de Nantes | Raiffeisen Sportpark, Graz Asistență: 1600 Arbitri: Merisi, Pepe |
| 12 mai 2024 15:00 | González, da Rocha, Živković 6 | (14–18)         | Ondono 6           | Raiffeisen Sportpark, Graz Asistență: 1600 Arbitri: Merisi, Pepe |
| 12 mai 2024 15:00 |                                | Raport          | 3×                 | Raiffeisen Sportpark, Graz Asistență: 1600 Arbitri: Merisi, Pepe |
| 12 mai 2024 15:00 | FT: 33–33 7m: 5–6              |                 |                    | Raiffeisen Sportpark, Graz Asistență: 1600 Arbitri: Merisi, Pepe |

| 12 mai 2024 18:00 | CS Gloria 2018 Bistrița  | 27 – 29 | Storhamar HE | Raiffeisen Sportpark, Graz Asistență: 1800 Arbitri: Hatipoğlu, Şimşek |
| 12 mai 2024 18:00 | Araújo Frossard, Laslo 6 | (15–14) | Obaidli 9    | Raiffeisen Sportpark, Graz Asistență: 1800 Arbitri: Hatipoğlu, Şimşek |
| 12 mai 2024 18:00 | 3× 1× 2×                 | Raport  | 3× 2×        | Raiffeisen Sportpark, Graz Asistență: 1800 Arbitri: Hatipoğlu, Şimşek |

| Poz. | Nume               | Echipă                | Goluri | Partide |
| ---- | ------------------ | --------------------- | ------ | ------- |
| 1    | Dunja Tabak        | ŽRK Železničar Inđija | 20     | 2       |
| 2    | Patrícia Kovács    | Hypo Niederösterreich | 19     | 2       |
| 3    | Maja Sæteren       | Larvik HK             | 18     | 2       |
| 4    | Christine Alver    | Molde HK Elite        | 17     | 2       |
| 4    | Nikoleta Lazarević | ŽRK Železničar Inđija | 17     | 2       |
| 6    | Mia Emmenegger     | Spono Eagles          | 16     | 2       |
| 7    | Celina Vatne       | Molde HK Elite        | 13     | 2       |
| 8    | Estela Doiro       | CBF Málaga            | 12     | 2       |
| 8    | Mireya González    | HC Dunărea Brăila     | 12     | 2       |
| 8    | Heidi Løke         | Larvik HK             | 12     | 2       |
| 8    | Andrea Pavković    | Hypo Niederösterreich | 12     | 2       |

| Poz. | Nume                    | Echipă                   | Goluri | Partide |
| ---- | ----------------------- | ------------------------ | ------ | ------- |
| 1    | Silvia Arderius         | CBF Málaga Costa del Sol | 14     | 2       |
| 2    | Csenge Kuczora          | Praktiker-Vác            | 16     | 2       |
| 2    | Tamara Horacek          | Neptunes de Nantes       | 16     | 2       |
| 4    | Camilla Herrem          | Sola HK                  | 15     | 2       |
| 4    | Lucie-Marie Kretzschmar | HSG Bensheim/Auerbach    | 15     | 2       |
| 4    | Anniken Obaidli         | Storhamar HE             | 15     | 2       |
| 7    | Christine Alver         | Molde HK Elite           | 14     | 2       |
| 7    | Magda Balsam            | MKS FunFloor Lublin      | 14     | 2       |
| 7    | Nuria Bucher            | Spono Eagles             | 14     | 2       |
| 7    | Emma Nuhanovic          | Höörs HK H 65            | 14     | 2       |
| 7    | Laurentia Wolff         | LC Brühl Handball        | 14     | 2       |

| Poz. | Nume               | Echipă                | Goluri | Partide |
| ---- | ------------------ | --------------------- | ------ | ------- |
| 1    | Dunja Tabak        | ŽRK Železničar Inđija | 20     | 2       |
| 2    | Patrícia Kovács    | Hypo Niederösterreich | 19     | 2       |
| 3    | Maja Sæteren       | Larvik HK             | 18     | 2       |
| 4    | Christine Alver    | Molde HK Elite        | 17     | 2       |
| 4    | Nikoleta Lazarević | ŽRK Železničar Inđija | 17     | 2       |
| 6    | Mia Emmenegger     | Spono Eagles          | 16     | 2       |
| 7    | Celina Vatne       | Molde HK Elite        | 13     | 2       |
| 8    | Estela Doiro       | CBF Málaga            | 12     | 2       |
| 8    | Mireya González    | HC Dunărea Brăila     | 12     | 2       |
| 8    | Heidi Løke         | Larvik HK             | 12     | 2       |
| 8    | Andrea Pavković    | Hypo Niederösterreich | 12     | 2       |

| Poz. | Nume                    | Echipă                   | Goluri | Partide |
| ---- | ----------------------- | ------------------------ | ------ | ------- |
| 1    | Silvia Arderius         | CBF Málaga Costa del Sol | 14     | 2       |
| 2    | Csenge Kuczora          | Praktiker-Vác            | 16     | 2       |
| 2    | Tamara Horacek          | Neptunes de Nantes       | 16     | 2       |
| 4    | Camilla Herrem          | Sola HK                  | 15     | 2       |
| 4    | Lucie-Marie Kretzschmar | HSG Bensheim/Auerbach    | 15     | 2       |
| 4    | Anniken Obaidli         | Storhamar HE             | 15     | 2       |
| 7    | Christine Alver         | Molde HK Elite           | 14     | 2       |
| 7    | Magda Balsam            | MKS FunFloor Lublin      | 14     | 2       |
| 7    | Nuria Bucher            | Spono Eagles             | 14     | 2       |
| 7    | Emma Nuhanovic          | Höörs HK H 65            | 14     | 2       |
| 7    | Laurentia Wolff         | LC Brühl Handball        | 14     | 2       |

| Poz. | Nume               | Echipă                  | Goluri | Partide |
| ---- | ------------------ | ----------------------- | ------ | ------- |
| 1    | Anniken Obaidli    | Storhamar HE            | 68     | 10      |
| 2    | Cristina Laslo     | CS Gloria 2018 Bistrița | 56     | 10      |
| 3    | Katarina Ježić     | HC Dunărea Brăila       | 51     | 10      |
| 4    | Johanna Reichert   | Thüringer HC            | 48     | 8       |
| 5    | Eszter Tóth        | Mosonmagyaróvári KC SE  | 46     | 8       |
| 6    | Csenge Kuczora     | Praktiker-Vác           | 44     | 6       |
| 6    | Kristina Novak     | Sola HK                 | 44     | 8       |
| 8    | Tamara Horacek     | Neptunes de Nantes      | 43     | 10      |
| 8    | Marie-Hélène Sajka | Neptunes de Nantes      | 43     | 10      |
| 10   | Bianca Bazaliu     | CS Gloria 2018 Bistrița | 42     | 10      |
| 10   | Oriane Ondono      | Neptunes de Nantes      | 42     | 10      |

| Poz. | Nume                    | Echipă                  | Goluri | Partide |
| ---- | ----------------------- | ----------------------- | ------ | ------- |
| 1    | Anniken Obaidli         | Storhamar HE            | 83     | 12      |
| 2    | Csenge Kuczora          | Praktiker-Vác           | 60     | 8       |
| 3    | Tamara Horacek          | Neptunes de Nantes      | 59     | 12      |
| 4    | Kristina Novak          | Sola HK                 | 57     | 10      |
| 5    | Lucie-Marie Kretzschmar | HSG Bensheim/Auerbach   | 56     | 8       |
| 5    | Cristina Laslo          | CS Gloria 2018 Bistrița | 56     | 10      |
| 7    | Camilla Herrem          | Sola HK                 | 55     | 10      |
| 7    | Katarina Ježić          | HC Dunărea Brăila       | 55     | 14      |
| 9    | Oriane Ondono           | Neptunes de Nantes      | 51     | 12      |
| 10   | Marie-Hélène Sajka      | Neptunes de Nantes      | 49     | 12      |

| Poz. | Nume               | Echipă                  | Goluri | Partide |
| ---- | ------------------ | ----------------------- | ------ | ------- |
| 1    | Anniken Obaidli    | Storhamar HE            | 68     | 10      |
| 2    | Cristina Laslo     | CS Gloria 2018 Bistrița | 56     | 10      |
| 3    | Katarina Ježić     | HC Dunărea Brăila       | 51     | 10      |
| 4    | Johanna Reichert   | Thüringer HC            | 48     | 8       |
| 5    | Eszter Tóth        | Mosonmagyaróvári KC SE  | 46     | 8       |
| 6    | Csenge Kuczora     | Praktiker-Vác           | 44     | 6       |
| 6    | Kristina Novak     | Sola HK                 | 44     | 8       |
| 8    | Tamara Horacek     | Neptunes de Nantes      | 43     | 10      |
| 8    | Marie-Hélène Sajka | Neptunes de Nantes      | 43     | 10      |
| 10   | Bianca Bazaliu     | CS Gloria 2018 Bistrița | 42     | 10      |
| 10   | Oriane Ondono      | Neptunes de Nantes      | 42     | 10      |

| Poz. | Nume                    | Echipă                  | Goluri | Partide |
| ---- | ----------------------- | ----------------------- | ------ | ------- |
| 1    | Anniken Obaidli         | Storhamar HE            | 83     | 12      |
| 2    | Csenge Kuczora          | Praktiker-Vác           | 60     | 8       |
| 3    | Tamara Horacek          | Neptunes de Nantes      | 59     | 12      |
| 4    | Kristina Novak          | Sola HK                 | 57     | 10      |
| 5    | Lucie-Marie Kretzschmar | HSG Bensheim/Auerbach   | 56     | 8       |
| 5    | Cristina Laslo          | CS Gloria 2018 Bistrița | 56     | 10      |
| 7    | Camilla Herrem          | Sola HK                 | 55     | 10      |
| 7    | Katarina Ježić          | HC Dunărea Brăila       | 55     | 14      |
| 9    | Oriane Ondono           | Neptunes de Nantes      | 51     | 12      |
| 10   | Marie-Hélène Sajka      | Neptunes de Nantes      | 49     | 12      |

| Loc | Echipa                  | MJ | V | E | Î | GM  | GP  | DG  | Pct | Calificare           |         | BIS     | NAN     | AUE     | LUB     |
| --- | ----------------------- | -- | - | - | - | --- | --- | --- | --- | -------------------- | ------- | ------- | ------- | ------- | ------- |
| 1   | CS Gloria 2018 Bistrița | 6  | 5 | 1 | 0 | 176 | 148 | +28 | 11  | Sferturile de finală |         | —       | 19 – 19 | 33 – 24 | 26 – 23 |
| 2   | Neptunes de Nantes      | 6  | 3 | 1 | 2 | 190 | 171 | +19 | 7   | Sferturile de finală |         | 29 – 34 | —       | 39 – 27 | 39 – 25 |
| 3   | HSG Bensheim/Auerbach   | 6  | 2 | 0 | 4 | 182 | 200 | −18 | 4   |                      |         | 27 – 35 | 37 – 30 | —       | 35 – 29 |
| 4   | MKS FunFloor Lublin     | 6  | 1 | 0 | 5 | 166 | 195 | −29 | 2   |                      | 26 – 29 | 29 – 34 | 34 – 32 | —       |         |

| Loc | Echipa                 | MJ | V | E | Î | GM  | GP  | DG  | Pct | Calificare           |         | SOL     | MOS     | MÁL     | TGJ     |
| --- | ---------------------- | -- | - | - | - | --- | --- | --- | --- | -------------------- | ------- | ------- | ------- | ------- | ------- |
| 1   | Sola HK                | 6  | 5 | 0 | 1 | 195 | 164 | +31 | 10  | Sferturile de finală |         | —       | 28 – 32 | 36 – 31 | 40 – 29 |
| 2   | Mosonmagyaróvári KC SE | 6  | 4 | 0 | 2 | 167 | 161 | +6  | 8   | Sferturile de finală |         | 29 – 34 | —       | 25 – 23 | 33 – 27 |
| 3   | CBF Málaga             | 6  | 3 | 0 | 3 | 170 | 164 | +6  | 6   |                      |         | 22 – 26 | 29 – 26 | —       | 30 – 26 |
| 4   | CSM Târgu Jiu          | 6  | 0 | 0 | 6 | 148 | 191 | −43 | 0   |                      | 21 – 31 | 20 – 22 | 25 – 35 | —       |         |

| Grupă | De pe locul 1 din grupă | De pe locul 2 din grupă |
| ----- | ----------------------- | ----------------------- |
| A     | Storhamar HE            | RK Podravka Koprivnica  |
| B     | HC Dunărea Brăila       | Thüringer HC            |
| C     | CS Gloria 2018 Bistrița | Neptunes de Nantes      |
| D     | Sola HK                 | Mosonmagyaróvári KC SE  |

|  | Sferturile de finală | Sferturile de finală    | Sferturile de finală | Sferturile de finală | Sferturile de finală |    |                        | Semifinalele            | Semifinalele | Semifinalele | Semifinalele | Semifinalele |                   |             | Finala                  | Finala             | Finala      | Finala | Finala |  |
|  |                      |                         |                      |                      |                      |    |                        |                         |              |              |              |              |                   |             |                         |                    |             |        |        |  |
|  | 2D                   | Mosonmagyaróvári KC     | 30                   | 25                   | 55                   |    |                        |                         |              |              |              |              |                   |             |                         |                    |             |        |        |  |
|  | 1C                   | CS Gloria 2018 Bistrița | 32                   | 27                   | 59                   |    |                        |                         |              |              |              |              |                   |             |                         |                    |             |        |        |  |
|  | 1C                   | CS Gloria 2018 Bistrița | 32                   | 27                   | 59                   |    | 1C                     | CS Gloria 2018 Bistrița | –            | –            | 37           |              |                   |             |                         |                    |             |        |        |  |
|  |                      |                         |                      |                      |                      |    | 1C                     | CS Gloria 2018 Bistrița | –            | –            | 37           |              |                   |             |                         |                    |             |        |        |  |
|  |                      | 1B                      | HC Dunărea Brăila    | –                    | –                    | 26 |                        |                         |              |              |              |              |                   |             |                         |                    |             |        |        |  |
|  | 2A                   | 1B                      | HC Dunărea Brăila    | –                    | –                    | 26 | RK Podravka Koprivnica | 26                      | 25           | 51           |              |              |                   |             |                         |                    |             |        |        |  |
|  | 2A                   |                         |                      |                      |                      |    | RK Podravka Koprivnica | 26                      | 25           | 51           |              |              |                   |             |                         |                    |             |        |        |  |
|  | 1B                   | HC Dunărea Brăila       | 32                   | 26                   | 58                   |    |                        |                         |              |              |              |              |                   |             |                         |                    |             |        |        |  |
|  | 1B                   | HC Dunărea Brăila       | 32                   | 26                   | 58                   |    |                        |                         |              |              |              |              |                   | 1C          | CS Gloria 2018 Bistrița | –                  | –           | 27     |        |  |
|  |                      |                         |                      |                      |                      |    |                        |                         |              |              |              |              |                   | 1C          | CS Gloria 2018 Bistrița | –                  | –           | 27     |        |  |
|  |                      | 1A                      | Storhamar HE         | –                    | –                    | 29 |                        |                         |              |              |              |              |                   |             |                         |                    |             |        |        |  |
|  | 2B                   | 1A                      | Storhamar HE         | –                    | –                    | 29 | Thüringer HC           | 35                      | 26           | 61           |              |              |                   |             |                         |                    |             |        |        |  |
|  | 2B                   |                         |                      |                      |                      |    | Thüringer HC           | 35                      | 26           | 61           |              |              |                   |             |                         |                    |             |        |        |  |
|  | 1A                   | Storhamar HE            | 39                   | 33                   | 72                   |    |                        |                         |              |              |              |              |                   |             |                         |                    |             |        |        |  |
|  | 1A                   | Storhamar HE            | 39                   | 33                   | 72                   |    | 1A                     | Storhamar HE            | –            | –            | 28           |              | Finala mică       | Finala mică | Finala mică             | Finala mică        | Finala mică |        |        |  |
|  |                      |                         |                      |                      |                      |    | 1A                     | Storhamar HE            | –            | –            | 28           |              | Finala mică       | Finala mică | Finala mică             | Finala mică        | Finala mică |        |        |  |
|  |                      | 2C                      | Neptunes de Nantes   | –                    | –                    | 27 |                        |                         |              |              |              |              |                   |             |                         |                    |             |        |        |  |
|  | 2C                   | 2C                      | Neptunes de Nantes   | –                    | –                    | 27 | Neptunes de Nantes     | 31                      | 29           | 60           |              | 1B           | HC Dunărea Brăila | –           | –                       | 38                 |             |        |        |  |
|  | 2C                   |                         |                      |                      |                      |    | Neptunes de Nantes     | 31                      | 29           | 60           |              | 1B           | HC Dunărea Brăila | –           | –                       | 38                 |             |        |        |  |
|  | 1D                   | Sola HK                 | 27                   | 30                   | 57                   |    |                        |                         |              |              |              |              |                   |             | 2C                      | Neptunes de Nantes | –           | –      | 39     |  |

| Echipa 1               | Scor gen. | Echipa 2                | Tur   | Retur |
| ---------------------- | --------- | ----------------------- | ----- | ----- |
| Thüringer HC           | 61 – 72   | Storhamar HE            | 35–39 | 26–33 |
| RK Podravka Koprivnica | 51 – 58   | HC Dunărea Brăila       | 26–32 | 25–26 |
| Mosonmagyaróvári KC SE | 55 – 59   | CS Gloria 2018 Bistrița | 30–32 | 25–27 |
| Neptunes de Nantes     | 60 – 57   | Sola HK                 | 31–27 | 39–30 |

|  | Semifinalele         | Semifinalele |                      |    | Finala | Finala |
|  |                      |              |                      |    |        |        |
|  | 11 mai 2024          |              |                      |    |        |        |
|  |                      |              |                      |    |        |        |
|  | Gloria 2018 Bistrița | 37           |                      |    |        |        |
|  | Gloria 2018 Bistrița | 37           | 12 mai 2024          |    |        |        |
|  | HC Dunărea Brăila    | 26           |                      |    |        |        |
|  | HC Dunărea Brăila    | 26           | Gloria 2018 Bistrița | 27 |        |        |
|  | 11 mai 2024          |              | Gloria 2018 Bistrița | 27 |        |        |
|  |                      | Storhamar HE | 29                   |    |        |        |
|  | Storhamar HE         | Storhamar HE | 29                   | 28 |        |        |
|  | Storhamar HE         |              |                      | 28 |        |        |
|  | Neptunes de Nantes   | 27           |                      |    |        |        |
|  | Neptunes de Nantes   | 27           | Finala mică          |    |        |        |
|  |                      |              |                      |    |        |        |
|  | 12 mai 2024          |              |                      |    |        |        |
|  |                      |              |                      |    |        |        |
|  | HC Dunărea Brăila    | 38           |                      |    |        |        |
|  | HC Dunărea Brăila    | 38           |                      |    |        |        |
|  | Neptunes de Nantes   | 39           |                      |    |        |        |

| 11 mai 2024 15:00 | CS Gloria 2018 Bistrița | 37 – 26 | HC Dunărea Brăila | Raiffeisen Sportpark, Graz Asistență: 1650 Arbitri: Duplîi, Pobedrina |
| 11 mai 2024 15:00 | Laslo 9                 | (20–14) | Ježić 7           | Raiffeisen Sportpark, Graz Asistență: 1650 Arbitri: Duplîi, Pobedrina |
| 11 mai 2024 15:00 | 6× 1×                   | Raport  | 3×                | Raiffeisen Sportpark, Graz Asistență: 1650 Arbitri: Duplîi, Pobedrina |

| 11 mai 2024 18:00 | Storhamar HE        | 28 – 27 | Neptunes de Nantes | Raiffeisen Sportpark, Graz Asistență: 1450 Arbitri: Vranes, Wenninger |
| 11 mai 2024 18:00 | Nestaker, Obaidli 7 | (12–16) | Sajka 7            | Raiffeisen Sportpark, Graz Asistență: 1450 Arbitri: Vranes, Wenninger |
| 11 mai 2024 18:00 | 3×                  | Raport  | 6×                 | Raiffeisen Sportpark, Graz Asistență: 1450 Arbitri: Vranes, Wenninger |

| 12 mai 2024 15:00 | HC Dunărea Brăila              | 38 – 39 (Prel.) | Neptunes de Nantes | Raiffeisen Sportpark, Graz Asistență: 1600 Arbitri: Merisi, Pepe |
| 12 mai 2024 15:00 | González, da Rocha, Živković 6 | (14–18)         | Ondono 6           | Raiffeisen Sportpark, Graz Asistență: 1600 Arbitri: Merisi, Pepe |
| 12 mai 2024 15:00 |                                | Raport          | 3×                 | Raiffeisen Sportpark, Graz Asistență: 1600 Arbitri: Merisi, Pepe |
| 12 mai 2024 15:00 | FT: 33–33 7m: 5–6              |                 |                    | Raiffeisen Sportpark, Graz Asistență: 1600 Arbitri: Merisi, Pepe |

| 12 mai 2024 18:00 | CS Gloria 2018 Bistrița  | 27 – 29 | Storhamar HE | Raiffeisen Sportpark, Graz Asistență: 1800 Arbitri: Hatipoğlu, Şimşek |
| 12 mai 2024 18:00 | Araújo Frossard, Laslo 6 | (15–14) | Obaidli 9    | Raiffeisen Sportpark, Graz Asistență: 1800 Arbitri: Hatipoğlu, Şimşek |
| 12 mai 2024 18:00 | 3× 1× 2×                 | Raport  | 3× 2×        | Raiffeisen Sportpark, Graz Asistență: 1800 Arbitri: Hatipoğlu, Şimşek |

| Poz. | Nume               | Echipă                | Goluri | Partide |
| ---- | ------------------ | --------------------- | ------ | ------- |
| 1    | Dunja Tabak        | ŽRK Železničar Inđija | 20     | 2       |
| 2    | Patrícia Kovács    | Hypo Niederösterreich | 19     | 2       |
| 3    | Maja Sæteren       | Larvik HK             | 18     | 2       |
| 4    | Christine Alver    | Molde HK Elite        | 17     | 2       |
| 4    | Nikoleta Lazarević | ŽRK Železničar Inđija | 17     | 2       |
| 6    | Mia Emmenegger     | Spono Eagles          | 16     | 2       |
| 7    | Celina Vatne       | Molde HK Elite        | 13     | 2       |
| 8    | Estela Doiro       | CBF Málaga            | 12     | 2       |
| 8    | Mireya González    | HC Dunărea Brăila     | 12     | 2       |
| 8    | Heidi Løke         | Larvik HK             | 12     | 2       |
| 8    | Andrea Pavković    | Hypo Niederösterreich | 12     | 2       |

| Poz. | Nume                    | Echipă                   | Goluri | Partide |
| ---- | ----------------------- | ------------------------ | ------ | ------- |
| 1    | Silvia Arderius         | CBF Málaga Costa del Sol | 14     | 2       |
| 2    | Csenge Kuczora          | Praktiker-Vác            | 16     | 2       |
| 2    | Tamara Horacek          | Neptunes de Nantes       | 16     | 2       |
| 4    | Camilla Herrem          | Sola HK                  | 15     | 2       |
| 4    | Lucie-Marie Kretzschmar | HSG Bensheim/Auerbach    | 15     | 2       |
| 4    | Anniken Obaidli         | Storhamar HE             | 15     | 2       |
| 7    | Christine Alver         | Molde HK Elite           | 14     | 2       |
| 7    | Magda Balsam            | MKS FunFloor Lublin      | 14     | 2       |
| 7    | Nuria Bucher            | Spono Eagles             | 14     | 2       |
| 7    | Emma Nuhanovic          | Höörs HK H 65            | 14     | 2       |
| 7    | Laurentia Wolff         | LC Brühl Handball        | 14     | 2       |

| Poz. | Nume               | Echipă                | Goluri | Partide |
| ---- | ------------------ | --------------------- | ------ | ------- |
| 1    | Dunja Tabak        | ŽRK Železničar Inđija | 20     | 2       |
| 2    | Patrícia Kovács    | Hypo Niederösterreich | 19     | 2       |
| 3    | Maja Sæteren       | Larvik HK             | 18     | 2       |
| 4    | Christine Alver    | Molde HK Elite        | 17     | 2       |
| 4    | Nikoleta Lazarević | ŽRK Železničar Inđija | 17     | 2       |
| 6    | Mia Emmenegger     | Spono Eagles          | 16     | 2       |
| 7    | Celina Vatne       | Molde HK Elite        | 13     | 2       |
| 8    | Estela Doiro       | CBF Málaga            | 12     | 2       |
| 8    | Mireya González    | HC Dunărea Brăila     | 12     | 2       |
| 8    | Heidi Løke         | Larvik HK             | 12     | 2       |
| 8    | Andrea Pavković    | Hypo Niederösterreich | 12     | 2       |

| Poz. | Nume                    | Echipă                   | Goluri | Partide |
| ---- | ----------------------- | ------------------------ | ------ | ------- |
| 1    | Silvia Arderius         | CBF Málaga Costa del Sol | 14     | 2       |
| 2    | Csenge Kuczora          | Praktiker-Vác            | 16     | 2       |
| 2    | Tamara Horacek          | Neptunes de Nantes       | 16     | 2       |
| 4    | Camilla Herrem          | Sola HK                  | 15     | 2       |
| 4    | Lucie-Marie Kretzschmar | HSG Bensheim/Auerbach    | 15     | 2       |
| 4    | Anniken Obaidli         | Storhamar HE             | 15     | 2       |
| 7    | Christine Alver         | Molde HK Elite           | 14     | 2       |
| 7    | Magda Balsam            | MKS FunFloor Lublin      | 14     | 2       |
| 7    | Nuria Bucher            | Spono Eagles             | 14     | 2       |
| 7    | Emma Nuhanovic          | Höörs HK H 65            | 14     | 2       |
| 7    | Laurentia Wolff         | LC Brühl Handball        | 14     | 2       |

| Poz. | Nume               | Echipă                  | Goluri | Partide |
| ---- | ------------------ | ----------------------- | ------ | ------- |
| 1    | Anniken Obaidli    | Storhamar HE            | 68     | 10      |
| 2    | Cristina Laslo     | CS Gloria 2018 Bistrița | 56     | 10      |
| 3    | Katarina Ježić     | HC Dunărea Brăila       | 51     | 10      |
| 4    | Johanna Reichert   | Thüringer HC            | 48     | 8       |
| 5    | Eszter Tóth        | Mosonmagyaróvári KC SE  | 46     | 8       |
| 6    | Csenge Kuczora     | Praktiker-Vác           | 44     | 6       |
| 6    | Kristina Novak     | Sola HK                 | 44     | 8       |
| 8    | Tamara Horacek     | Neptunes de Nantes      | 43     | 10      |
| 8    | Marie-Hélène Sajka | Neptunes de Nantes      | 43     | 10      |
| 10   | Bianca Bazaliu     | CS Gloria 2018 Bistrița | 42     | 10      |
| 10   | Oriane Ondono      | Neptunes de Nantes      | 42     | 10      |

| Poz. | Nume                    | Echipă                  | Goluri | Partide |
| ---- | ----------------------- | ----------------------- | ------ | ------- |
| 1    | Anniken Obaidli         | Storhamar HE            | 83     | 12      |
| 2    | Csenge Kuczora          | Praktiker-Vác           | 60     | 8       |
| 3    | Tamara Horacek          | Neptunes de Nantes      | 59     | 12      |
| 4    | Kristina Novak          | Sola HK                 | 57     | 10      |
| 5    | Lucie-Marie Kretzschmar | HSG Bensheim/Auerbach   | 56     | 8       |
| 5    | Cristina Laslo          | CS Gloria 2018 Bistrița | 56     | 10      |
| 7    | Camilla Herrem          | Sola HK                 | 55     | 10      |
| 7    | Katarina Ježić          | HC Dunărea Brăila       | 55     | 14      |
| 9    | Oriane Ondono           | Neptunes de Nantes      | 51     | 12      |
| 10   | Marie-Hélène Sajka      | Neptunes de Nantes      | 49     | 12      |

| Poz. | Nume               | Echipă                  | Goluri | Partide |
| ---- | ------------------ | ----------------------- | ------ | ------- |
| 1    | Anniken Obaidli    | Storhamar HE            | 68     | 10      |
| 2    | Cristina Laslo     | CS Gloria 2018 Bistrița | 56     | 10      |
| 3    | Katarina Ježić     | HC Dunărea Brăila       | 51     | 10      |
| 4    | Johanna Reichert   | Thüringer HC            | 48     | 8       |
| 5    | Eszter Tóth        | Mosonmagyaróvári KC SE  | 46     | 8       |
| 6    | Csenge Kuczora     | Praktiker-Vác           | 44     | 6       |
| 6    | Kristina Novak     | Sola HK                 | 44     | 8       |
| 8    | Tamara Horacek     | Neptunes de Nantes      | 43     | 10      |
| 8    | Marie-Hélène Sajka | Neptunes de Nantes      | 43     | 10      |
| 10   | Bianca Bazaliu     | CS Gloria 2018 Bistrița | 42     | 10      |
| 10   | Oriane Ondono      | Neptunes de Nantes      | 42     | 10      |

| Poz. | Nume                    | Echipă                  | Goluri | Partide |
| ---- | ----------------------- | ----------------------- | ------ | ------- |
| 1    | Anniken Obaidli         | Storhamar HE            | 83     | 12      |
| 2    | Csenge Kuczora          | Praktiker-Vác           | 60     | 8       |
| 3    | Tamara Horacek          | Neptunes de Nantes      | 59     | 12      |
| 4    | Kristina Novak          | Sola HK                 | 57     | 10      |
| 5    | Lucie-Marie Kretzschmar | HSG Bensheim/Auerbach   | 56     | 8       |
| 5    | Cristina Laslo          | CS Gloria 2018 Bistrița | 56     | 10      |
| 7    | Camilla Herrem          | Sola HK                 | 55     | 10      |
| 7    | Katarina Ježić          | HC Dunărea Brăila       | 55     | 14      |
| 9    | Oriane Ondono           | Neptunes de Nantes      | 51     | 12      |
| 10   | Marie-Hélène Sajka      | Neptunes de Nantes      | 49     | 12      |

| Loc | Echipa                 | MJ | V | E | Î | GM  | GP  | DG  | Pct | Calificare           |         | SOL     | MOS     | MÁL     | TGJ     |
| --- | ---------------------- | -- | - | - | - | --- | --- | --- | --- | -------------------- | ------- | ------- | ------- | ------- | ------- |
| 1   | Sola HK                | 6  | 5 | 0 | 1 | 195 | 164 | +31 | 10  | Sferturile de finală |         | —       | 28 – 32 | 36 – 31 | 40 – 29 |
| 2   | Mosonmagyaróvári KC SE | 6  | 4 | 0 | 2 | 167 | 161 | +6  | 8   | Sferturile de finală |         | 29 – 34 | —       | 25 – 23 | 33 – 27 |
| 3   | CBF Málaga             | 6  | 3 | 0 | 3 | 170 | 164 | +6  | 6   |                      |         | 22 – 26 | 29 – 26 | —       | 30 – 26 |
| 4   | CSM Târgu Jiu          | 6  | 0 | 0 | 6 | 148 | 191 | −43 | 0   |                      | 21 – 31 | 20 – 22 | 25 – 35 | —       |         |

| Grupă | De pe locul 1 din grupă | De pe locul 2 din grupă |
| ----- | ----------------------- | ----------------------- |
| A     | Storhamar HE            | RK Podravka Koprivnica  |
| B     | HC Dunărea Brăila       | Thüringer HC            |
| C     | CS Gloria 2018 Bistrița | Neptunes de Nantes      |
| D     | Sola HK                 | Mosonmagyaróvári KC SE  |

|  | Sferturile de finală | Sferturile de finală    | Sferturile de finală | Sferturile de finală | Sferturile de finală |    |                        | Semifinalele            | Semifinalele | Semifinalele | Semifinalele | Semifinalele |                   |             | Finala                  | Finala             | Finala      | Finala | Finala |  |
|  |                      |                         |                      |                      |                      |    |                        |                         |              |              |              |              |                   |             |                         |                    |             |        |        |  |
|  | 2D                   | Mosonmagyaróvári KC     | 30                   | 25                   | 55                   |    |                        |                         |              |              |              |              |                   |             |                         |                    |             |        |        |  |
|  | 1C                   | CS Gloria 2018 Bistrița | 32                   | 27                   | 59                   |    |                        |                         |              |              |              |              |                   |             |                         |                    |             |        |        |  |
|  | 1C                   | CS Gloria 2018 Bistrița | 32                   | 27                   | 59                   |    | 1C                     | CS Gloria 2018 Bistrița | –            | –            | 37           |              |                   |             |                         |                    |             |        |        |  |
|  |                      |                         |                      |                      |                      |    | 1C                     | CS Gloria 2018 Bistrița | –            | –            | 37           |              |                   |             |                         |                    |             |        |        |  |
|  |                      | 1B                      | HC Dunărea Brăila    | –                    | –                    | 26 |                        |                         |              |              |              |              |                   |             |                         |                    |             |        |        |  |
|  | 2A                   | 1B                      | HC Dunărea Brăila    | –                    | –                    | 26 | RK Podravka Koprivnica | 26                      | 25           | 51           |              |              |                   |             |                         |                    |             |        |        |  |
|  | 2A                   |                         |                      |                      |                      |    | RK Podravka Koprivnica | 26                      | 25           | 51           |              |              |                   |             |                         |                    |             |        |        |  |
|  | 1B                   | HC Dunărea Brăila       | 32                   | 26                   | 58                   |    |                        |                         |              |              |              |              |                   |             |                         |                    |             |        |        |  |
|  | 1B                   | HC Dunărea Brăila       | 32                   | 26                   | 58                   |    |                        |                         |              |              |              |              |                   | 1C          | CS Gloria 2018 Bistrița | –                  | –           | 27     |        |  |
|  |                      |                         |                      |                      |                      |    |                        |                         |              |              |              |              |                   | 1C          | CS Gloria 2018 Bistrița | –                  | –           | 27     |        |  |
|  |                      | 1A                      | Storhamar HE         | –                    | –                    | 29 |                        |                         |              |              |              |              |                   |             |                         |                    |             |        |        |  |
|  | 2B                   | 1A                      | Storhamar HE         | –                    | –                    | 29 | Thüringer HC           | 35                      | 26           | 61           |              |              |                   |             |                         |                    |             |        |        |  |
|  | 2B                   |                         |                      |                      |                      |    | Thüringer HC           | 35                      | 26           | 61           |              |              |                   |             |                         |                    |             |        |        |  |
|  | 1A                   | Storhamar HE            | 39                   | 33                   | 72                   |    |                        |                         |              |              |              |              |                   |             |                         |                    |             |        |        |  |
|  | 1A                   | Storhamar HE            | 39                   | 33                   | 72                   |    | 1A                     | Storhamar HE            | –            | –            | 28           |              | Finala mică       | Finala mică | Finala mică             | Finala mică        | Finala mică |        |        |  |
|  |                      |                         |                      |                      |                      |    | 1A                     | Storhamar HE            | –            | –            | 28           |              | Finala mică       | Finala mică | Finala mică             | Finala mică        | Finala mică |        |        |  |
|  |                      | 2C                      | Neptunes de Nantes   | –                    | –                    | 27 |                        |                         |              |              |              |              |                   |             |                         |                    |             |        |        |  |
|  | 2C                   | 2C                      | Neptunes de Nantes   | –                    | –                    | 27 | Neptunes de Nantes     | 31                      | 29           | 60           |              | 1B           | HC Dunărea Brăila | –           | –                       | 38                 |             |        |        |  |
|  | 2C                   |                         |                      |                      |                      |    | Neptunes de Nantes     | 31                      | 29           | 60           |              | 1B           | HC Dunărea Brăila | –           | –                       | 38                 |             |        |        |  |
|  | 1D                   | Sola HK                 | 27                   | 30                   | 57                   |    |                        |                         |              |              |              |              |                   |             | 2C                      | Neptunes de Nantes | –           | –      | 39     |  |

| Echipa 1               | Scor gen. | Echipa 2                | Tur   | Retur |
| ---------------------- | --------- | ----------------------- | ----- | ----- |
| Thüringer HC           | 61 – 72   | Storhamar HE            | 35–39 | 26–33 |
| RK Podravka Koprivnica | 51 – 58   | HC Dunărea Brăila       | 26–32 | 25–26 |
| Mosonmagyaróvári KC SE | 55 – 59   | CS Gloria 2018 Bistrița | 30–32 | 25–27 |
| Neptunes de Nantes     | 60 – 57   | Sola HK                 | 31–27 | 39–30 |

|  | Semifinalele         | Semifinalele |                      |    | Finala | Finala |
|  |                      |              |                      |    |        |        |
|  | 11 mai 2024          |              |                      |    |        |        |
|  |                      |              |                      |    |        |        |
|  | Gloria 2018 Bistrița | 37           |                      |    |        |        |
|  | Gloria 2018 Bistrița | 37           | 12 mai 2024          |    |        |        |
|  | HC Dunărea Brăila    | 26           |                      |    |        |        |
|  | HC Dunărea Brăila    | 26           | Gloria 2018 Bistrița | 27 |        |        |
|  | 11 mai 2024          |              | Gloria 2018 Bistrița | 27 |        |        |
|  |                      | Storhamar HE | 29                   |    |        |        |
|  | Storhamar HE         | Storhamar HE | 29                   | 28 |        |        |
|  | Storhamar HE         |              |                      | 28 |        |        |
|  | Neptunes de Nantes   | 27           |                      |    |        |        |
|  | Neptunes de Nantes   | 27           | Finala mică          |    |        |        |
|  |                      |              |                      |    |        |        |
|  | 12 mai 2024          |              |                      |    |        |        |
|  |                      |              |                      |    |        |        |
|  | HC Dunărea Brăila    | 38           |                      |    |        |        |
|  | HC Dunărea Brăila    | 38           |                      |    |        |        |
|  | Neptunes de Nantes   | 39           |                      |    |        |        |

| 11 mai 2024 15:00 | CS Gloria 2018 Bistrița | 37 – 26 | HC Dunărea Brăila | Raiffeisen Sportpark, Graz Asistență: 1650 Arbitri: Duplîi, Pobedrina |
| 11 mai 2024 15:00 | Laslo 9                 | (20–14) | Ježić 7           | Raiffeisen Sportpark, Graz Asistență: 1650 Arbitri: Duplîi, Pobedrina |
| 11 mai 2024 15:00 | 6× 1×                   | Raport  | 3×                | Raiffeisen Sportpark, Graz Asistență: 1650 Arbitri: Duplîi, Pobedrina |

| 11 mai 2024 18:00 | Storhamar HE        | 28 – 27 | Neptunes de Nantes | Raiffeisen Sportpark, Graz Asistență: 1450 Arbitri: Vranes, Wenninger |
| 11 mai 2024 18:00 | Nestaker, Obaidli 7 | (12–16) | Sajka 7            | Raiffeisen Sportpark, Graz Asistență: 1450 Arbitri: Vranes, Wenninger |
| 11 mai 2024 18:00 | 3×                  | Raport  | 6×                 | Raiffeisen Sportpark, Graz Asistență: 1450 Arbitri: Vranes, Wenninger |

| 12 mai 2024 15:00 | HC Dunărea Brăila              | 38 – 39 (Prel.) | Neptunes de Nantes | Raiffeisen Sportpark, Graz Asistență: 1600 Arbitri: Merisi, Pepe |
| 12 mai 2024 15:00 | González, da Rocha, Živković 6 | (14–18)         | Ondono 6           | Raiffeisen Sportpark, Graz Asistență: 1600 Arbitri: Merisi, Pepe |
| 12 mai 2024 15:00 |                                | Raport          | 3×                 | Raiffeisen Sportpark, Graz Asistență: 1600 Arbitri: Merisi, Pepe |
| 12 mai 2024 15:00 | FT: 33–33 7m: 5–6              |                 |                    | Raiffeisen Sportpark, Graz Asistență: 1600 Arbitri: Merisi, Pepe |

| 12 mai 2024 18:00 | CS Gloria 2018 Bistrița  | 27 – 29 | Storhamar HE | Raiffeisen Sportpark, Graz Asistență: 1800 Arbitri: Hatipoğlu, Şimşek |
| 12 mai 2024 18:00 | Araújo Frossard, Laslo 6 | (15–14) | Obaidli 9    | Raiffeisen Sportpark, Graz Asistență: 1800 Arbitri: Hatipoğlu, Şimşek |
| 12 mai 2024 18:00 | 3× 1× 2×                 | Raport  | 3× 2×        | Raiffeisen Sportpark, Graz Asistență: 1800 Arbitri: Hatipoğlu, Şimşek |

| Poz. | Nume               | Echipă                | Goluri | Partide |
| ---- | ------------------ | --------------------- | ------ | ------- |
| 1    | Dunja Tabak        | ŽRK Železničar Inđija | 20     | 2       |
| 2    | Patrícia Kovács    | Hypo Niederösterreich | 19     | 2       |
| 3    | Maja Sæteren       | Larvik HK             | 18     | 2       |
| 4    | Christine Alver    | Molde HK Elite        | 17     | 2       |
| 4    | Nikoleta Lazarević | ŽRK Železničar Inđija | 17     | 2       |
| 6    | Mia Emmenegger     | Spono Eagles          | 16     | 2       |
| 7    | Celina Vatne       | Molde HK Elite        | 13     | 2       |
| 8    | Estela Doiro       | CBF Málaga            | 12     | 2       |
| 8    | Mireya González    | HC Dunărea Brăila     | 12     | 2       |
| 8    | Heidi Løke         | Larvik HK             | 12     | 2       |
| 8    | Andrea Pavković    | Hypo Niederösterreich | 12     | 2       |

| Poz. | Nume                    | Echipă                   | Goluri | Partide |
| ---- | ----------------------- | ------------------------ | ------ | ------- |
| 1    | Silvia Arderius         | CBF Málaga Costa del Sol | 14     | 2       |
| 2    | Csenge Kuczora          | Praktiker-Vác            | 16     | 2       |
| 2    | Tamara Horacek          | Neptunes de Nantes       | 16     | 2       |
| 4    | Camilla Herrem          | Sola HK                  | 15     | 2       |
| 4    | Lucie-Marie Kretzschmar | HSG Bensheim/Auerbach    | 15     | 2       |
| 4    | Anniken Obaidli         | Storhamar HE             | 15     | 2       |
| 7    | Christine Alver         | Molde HK Elite           | 14     | 2       |
| 7    | Magda Balsam            | MKS FunFloor Lublin      | 14     | 2       |
| 7    | Nuria Bucher            | Spono Eagles             | 14     | 2       |
| 7    | Emma Nuhanovic          | Höörs HK H 65            | 14     | 2       |
| 7    | Laurentia Wolff         | LC Brühl Handball        | 14     | 2       |

| Poz. | Nume               | Echipă                | Goluri | Partide |
| ---- | ------------------ | --------------------- | ------ | ------- |
| 1    | Dunja Tabak        | ŽRK Železničar Inđija | 20     | 2       |
| 2    | Patrícia Kovács    | Hypo Niederösterreich | 19     | 2       |
| 3    | Maja Sæteren       | Larvik HK             | 18     | 2       |
| 4    | Christine Alver    | Molde HK Elite        | 17     | 2       |
| 4    | Nikoleta Lazarević | ŽRK Železničar Inđija | 17     | 2       |
| 6    | Mia Emmenegger     | Spono Eagles          | 16     | 2       |
| 7    | Celina Vatne       | Molde HK Elite        | 13     | 2       |
| 8    | Estela Doiro       | CBF Málaga            | 12     | 2       |
| 8    | Mireya González    | HC Dunărea Brăila     | 12     | 2       |
| 8    | Heidi Løke         | Larvik HK             | 12     | 2       |
| 8    | Andrea Pavković    | Hypo Niederösterreich | 12     | 2       |

| Poz. | Nume                    | Echipă                   | Goluri | Partide |
| ---- | ----------------------- | ------------------------ | ------ | ------- |
| 1    | Silvia Arderius         | CBF Málaga Costa del Sol | 14     | 2       |
| 2    | Csenge Kuczora          | Praktiker-Vác            | 16     | 2       |
| 2    | Tamara Horacek          | Neptunes de Nantes       | 16     | 2       |
| 4    | Camilla Herrem          | Sola HK                  | 15     | 2       |
| 4    | Lucie-Marie Kretzschmar | HSG Bensheim/Auerbach    | 15     | 2       |
| 4    | Anniken Obaidli         | Storhamar HE             | 15     | 2       |
| 7    | Christine Alver         | Molde HK Elite           | 14     | 2       |
| 7    | Magda Balsam            | MKS FunFloor Lublin      | 14     | 2       |
| 7    | Nuria Bucher            | Spono Eagles             | 14     | 2       |
| 7    | Emma Nuhanovic          | Höörs HK H 65            | 14     | 2       |
| 7    | Laurentia Wolff         | LC Brühl Handball        | 14     | 2       |

| Poz. | Nume               | Echipă                  | Goluri | Partide |
| ---- | ------------------ | ----------------------- | ------ | ------- |
| 1    | Anniken Obaidli    | Storhamar HE            | 68     | 10      |
| 2    | Cristina Laslo     | CS Gloria 2018 Bistrița | 56     | 10      |
| 3    | Katarina Ježić     | HC Dunărea Brăila       | 51     | 10      |
| 4    | Johanna Reichert   | Thüringer HC            | 48     | 8       |
| 5    | Eszter Tóth        | Mosonmagyaróvári KC SE  | 46     | 8       |
| 6    | Csenge Kuczora     | Praktiker-Vác           | 44     | 6       |
| 6    | Kristina Novak     | Sola HK                 | 44     | 8       |
| 8    | Tamara Horacek     | Neptunes de Nantes      | 43     | 10      |
| 8    | Marie-Hélène Sajka | Neptunes de Nantes      | 43     | 10      |
| 10   | Bianca Bazaliu     | CS Gloria 2018 Bistrița | 42     | 10      |
| 10   | Oriane Ondono      | Neptunes de Nantes      | 42     | 10      |

| Poz. | Nume                    | Echipă                  | Goluri | Partide |
| ---- | ----------------------- | ----------------------- | ------ | ------- |
| 1    | Anniken Obaidli         | Storhamar HE            | 83     | 12      |
| 2    | Csenge Kuczora          | Praktiker-Vác           | 60     | 8       |
| 3    | Tamara Horacek          | Neptunes de Nantes      | 59     | 12      |
| 4    | Kristina Novak          | Sola HK                 | 57     | 10      |
| 5    | Lucie-Marie Kretzschmar | HSG Bensheim/Auerbach   | 56     | 8       |
| 5    | Cristina Laslo          | CS Gloria 2018 Bistrița | 56     | 10      |
| 7    | Camilla Herrem          | Sola HK                 | 55     | 10      |
| 7    | Katarina Ježić          | HC Dunărea Brăila       | 55     | 14      |
| 9    | Oriane Ondono           | Neptunes de Nantes      | 51     | 12      |
| 10   | Marie-Hélène Sajka      | Neptunes de Nantes      | 49     | 12      |

| Poz. | Nume               | Echipă                  | Goluri | Partide |
| ---- | ------------------ | ----------------------- | ------ | ------- |
| 1    | Anniken Obaidli    | Storhamar HE            | 68     | 10      |
| 2    | Cristina Laslo     | CS Gloria 2018 Bistrița | 56     | 10      |
| 3    | Katarina Ježić     | HC Dunărea Brăila       | 51     | 10      |
| 4    | Johanna Reichert   | Thüringer HC            | 48     | 8       |
| 5    | Eszter Tóth        | Mosonmagyaróvári KC SE  | 46     | 8       |
| 6    | Csenge Kuczora     | Praktiker-Vác           | 44     | 6       |
| 6    | Kristina Novak     | Sola HK                 | 44     | 8       |
| 8    | Tamara Horacek     | Neptunes de Nantes      | 43     | 10      |
| 8    | Marie-Hélène Sajka | Neptunes de Nantes      | 43     | 10      |
| 10   | Bianca Bazaliu     | CS Gloria 2018 Bistrița | 42     | 10      |
| 10   | Oriane Ondono      | Neptunes de Nantes      | 42     | 10      |

| Poz. | Nume                    | Echipă                  | Goluri | Partide |
| ---- | ----------------------- | ----------------------- | ------ | ------- |
| 1    | Anniken Obaidli         | Storhamar HE            | 83     | 12      |
| 2    | Csenge Kuczora          | Praktiker-Vác           | 60     | 8       |
| 3    | Tamara Horacek          | Neptunes de Nantes      | 59     | 12      |
| 4    | Kristina Novak          | Sola HK                 | 57     | 10      |
| 5    | Lucie-Marie Kretzschmar | HSG Bensheim/Auerbach   | 56     | 8       |
| 5    | Cristina Laslo          | CS Gloria 2018 Bistrița | 56     | 10      |
| 7    | Camilla Herrem          | Sola HK                 | 55     | 10      |
| 7    | Katarina Ježić          | HC Dunărea Brăila       | 55     | 14      |
| 9    | Oriane Ondono           | Neptunes de Nantes      | 51     | 12      |
| 10   | Marie-Hélène Sajka      | Neptunes de Nantes      | 49     | 12      |

| Loc | Echipa               | MJ | V | E | Î | GM  | GP  | DG  | Pct | Calificare           |         | BRĂ     | THÜ     | CHA     | ZAG     |
| --- | -------------------- | -- | - | - | - | --- | --- | --- | --- | -------------------- | ------- | ------- | ------- | ------- | ------- |
| 1   | HC Dunărea Brăila    | 6  | 5 | 0 | 1 | 176 | 150 | +26 | 10  | Sferturile de finală |         | —       | 33 – 23 | 27 – 21 | 34 – 26 |
| 2   | Thüringer HC         | 6  | 5 | 0 | 1 | 173 | 146 | +27 | 10  | Sferturile de finală |         | 32 – 28 | —       | 29 – 22 | 29 – 17 |
| 3   | Chambray Touraine HB | 6  | 2 | 0 | 4 | 143 | 159 | −16 | 4   |                      |         | 19 – 24 | 25 – 32 | —       | 27 – 25 |
| 4   | RK Lokomotiva Zagreb | 6  | 0 | 0 | 6 | 140 | 177 | −37 | 0   |                      | 29 – 30 | 21 – 28 | 22 – 29 | —       |         |

| Loc | Echipa                  | MJ | V | E | Î | GM  | GP  | DG  | Pct | Calificare           |         | BIS     | NAN     | AUE     | LUB     |
| --- | ----------------------- | -- | - | - | - | --- | --- | --- | --- | -------------------- | ------- | ------- | ------- | ------- | ------- |
| 1   | CS Gloria 2018 Bistrița | 6  | 5 | 1 | 0 | 176 | 148 | +28 | 11  | Sferturile de finală |         | —       | 19 – 19 | 33 – 24 | 26 – 23 |
| 2   | Neptunes de Nantes      | 6  | 3 | 1 | 2 | 190 | 171 | +19 | 7   | Sferturile de finală |         | 29 – 34 | —       | 39 – 27 | 39 – 25 |
| 3   | HSG Bensheim/Auerbach   | 6  | 2 | 0 | 4 | 182 | 200 | −18 | 4   |                      |         | 27 – 35 | 37 – 30 | —       | 35 – 29 |
| 4   | MKS FunFloor Lublin     | 6  | 1 | 0 | 5 | 166 | 195 | −29 | 2   |                      | 26 – 29 | 29 – 34 | 34 – 32 | —       |         |

| Loc | Echipa                 | MJ | V | E | Î | GM  | GP  | DG  | Pct | Calificare           |         | SOL     | MOS     | MÁL     | TGJ     |
| --- | ---------------------- | -- | - | - | - | --- | --- | --- | --- | -------------------- | ------- | ------- | ------- | ------- | ------- |
| 1   | Sola HK                | 6  | 5 | 0 | 1 | 195 | 164 | +31 | 10  | Sferturile de finală |         | —       | 28 – 32 | 36 – 31 | 40 – 29 |
| 2   | Mosonmagyaróvári KC SE | 6  | 4 | 0 | 2 | 167 | 161 | +6  | 8   | Sferturile de finală |         | 29 – 34 | —       | 25 – 23 | 33 – 27 |
| 3   | CBF Málaga             | 6  | 3 | 0 | 3 | 170 | 164 | +6  | 6   |                      |         | 22 – 26 | 29 – 26 | —       | 30 – 26 |
| 4   | CSM Târgu Jiu          | 6  | 0 | 0 | 6 | 148 | 191 | −43 | 0   |                      | 21 – 31 | 20 – 22 | 25 – 35 | —       |         |

| Grupă | De pe locul 1 din grupă | De pe locul 2 din grupă |
| ----- | ----------------------- | ----------------------- |
| A     | Storhamar HE            | RK Podravka Koprivnica  |
| B     | HC Dunărea Brăila       | Thüringer HC            |
| C     | CS Gloria 2018 Bistrița | Neptunes de Nantes      |
| D     | Sola HK                 | Mosonmagyaróvári KC SE  |

|  | Sferturile de finală | Sferturile de finală    | Sferturile de finală | Sferturile de finală | Sferturile de finală |    |                        | Semifinalele            | Semifinalele | Semifinalele | Semifinalele | Semifinalele |                   |             | Finala                  | Finala             | Finala      | Finala | Finala |  |
|  |                      |                         |                      |                      |                      |    |                        |                         |              |              |              |              |                   |             |                         |                    |             |        |        |  |
|  | 2D                   | Mosonmagyaróvári KC     | 30                   | 25                   | 55                   |    |                        |                         |              |              |              |              |                   |             |                         |                    |             |        |        |  |
|  | 1C                   | CS Gloria 2018 Bistrița | 32                   | 27                   | 59                   |    |                        |                         |              |              |              |              |                   |             |                         |                    |             |        |        |  |
|  | 1C                   | CS Gloria 2018 Bistrița | 32                   | 27                   | 59                   |    | 1C                     | CS Gloria 2018 Bistrița | –            | –            | 37           |              |                   |             |                         |                    |             |        |        |  |
|  |                      |                         |                      |                      |                      |    | 1C                     | CS Gloria 2018 Bistrița | –            | –            | 37           |              |                   |             |                         |                    |             |        |        |  |
|  |                      | 1B                      | HC Dunărea Brăila    | –                    | –                    | 26 |                        |                         |              |              |              |              |                   |             |                         |                    |             |        |        |  |
|  | 2A                   | 1B                      | HC Dunărea Brăila    | –                    | –                    | 26 | RK Podravka Koprivnica | 26                      | 25           | 51           |              |              |                   |             |                         |                    |             |        |        |  |
|  | 2A                   |                         |                      |                      |                      |    | RK Podravka Koprivnica | 26                      | 25           | 51           |              |              |                   |             |                         |                    |             |        |        |  |
|  | 1B                   | HC Dunărea Brăila       | 32                   | 26                   | 58                   |    |                        |                         |              |              |              |              |                   |             |                         |                    |             |        |        |  |
|  | 1B                   | HC Dunărea Brăila       | 32                   | 26                   | 58                   |    |                        |                         |              |              |              |              |                   | 1C          | CS Gloria 2018 Bistrița | –                  | –           | 27     |        |  |
|  |                      |                         |                      |                      |                      |    |                        |                         |              |              |              |              |                   | 1C          | CS Gloria 2018 Bistrița | –                  | –           | 27     |        |  |
|  |                      | 1A                      | Storhamar HE         | –                    | –                    | 29 |                        |                         |              |              |              |              |                   |             |                         |                    |             |        |        |  |
|  | 2B                   | 1A                      | Storhamar HE         | –                    | –                    | 29 | Thüringer HC           | 35                      | 26           | 61           |              |              |                   |             |                         |                    |             |        |        |  |
|  | 2B                   |                         |                      |                      |                      |    | Thüringer HC           | 35                      | 26           | 61           |              |              |                   |             |                         |                    |             |        |        |  |
|  | 1A                   | Storhamar HE            | 39                   | 33                   | 72                   |    |                        |                         |              |              |              |              |                   |             |                         |                    |             |        |        |  |
|  | 1A                   | Storhamar HE            | 39                   | 33                   | 72                   |    | 1A                     | Storhamar HE            | –            | –            | 28           |              | Finala mică       | Finala mică | Finala mică             | Finala mică        | Finala mică |        |        |  |
|  |                      |                         |                      |                      |                      |    | 1A                     | Storhamar HE            | –            | –            | 28           |              | Finala mică       | Finala mică | Finala mică             | Finala mică        | Finala mică |        |        |  |
|  |                      | 2C                      | Neptunes de Nantes   | –                    | –                    | 27 |                        |                         |              |              |              |              |                   |             |                         |                    |             |        |        |  |
|  | 2C                   | 2C                      | Neptunes de Nantes   | –                    | –                    | 27 | Neptunes de Nantes     | 31                      | 29           | 60           |              | 1B           | HC Dunărea Brăila | –           | –                       | 38                 |             |        |        |  |
|  | 2C                   |                         |                      |                      |                      |    | Neptunes de Nantes     | 31                      | 29           | 60           |              | 1B           | HC Dunărea Brăila | –           | –                       | 38                 |             |        |        |  |
|  | 1D                   | Sola HK                 | 27                   | 30                   | 57                   |    |                        |                         |              |              |              |              |                   |             | 2C                      | Neptunes de Nantes | –           | –      | 39     |  |

| Echipa 1               | Scor gen. | Echipa 2                | Tur   | Retur |
| ---------------------- | --------- | ----------------------- | ----- | ----- |
| Thüringer HC           | 61 – 72   | Storhamar HE            | 35–39 | 26–33 |
| RK Podravka Koprivnica | 51 – 58   | HC Dunărea Brăila       | 26–32 | 25–26 |
| Mosonmagyaróvári KC SE | 55 – 59   | CS Gloria 2018 Bistrița | 30–32 | 25–27 |
| Neptunes de Nantes     | 60 – 57   | Sola HK                 | 31–27 | 39–30 |

|  | Semifinalele         | Semifinalele |                      |    | Finala | Finala |
|  |                      |              |                      |    |        |        |
|  | 11 mai 2024          |              |                      |    |        |        |
|  |                      |              |                      |    |        |        |
|  | Gloria 2018 Bistrița | 37           |                      |    |        |        |
|  | Gloria 2018 Bistrița | 37           | 12 mai 2024          |    |        |        |
|  | HC Dunărea Brăila    | 26           |                      |    |        |        |
|  | HC Dunărea Brăila    | 26           | Gloria 2018 Bistrița | 27 |        |        |
|  | 11 mai 2024          |              | Gloria 2018 Bistrița | 27 |        |        |
|  |                      | Storhamar HE | 29                   |    |        |        |
|  | Storhamar HE         | Storhamar HE | 29                   | 28 |        |        |
|  | Storhamar HE         |              |                      | 28 |        |        |
|  | Neptunes de Nantes   | 27           |                      |    |        |        |
|  | Neptunes de Nantes   | 27           | Finala mică          |    |        |        |
|  |                      |              |                      |    |        |        |
|  | 12 mai 2024          |              |                      |    |        |        |
|  |                      |              |                      |    |        |        |
|  | HC Dunărea Brăila    | 38           |                      |    |        |        |
|  | HC Dunărea Brăila    | 38           |                      |    |        |        |
|  | Neptunes de Nantes   | 39           |                      |    |        |        |

| 11 mai 2024 15:00 | CS Gloria 2018 Bistrița | 37 – 26 | HC Dunărea Brăila | Raiffeisen Sportpark, Graz Asistență: 1650 Arbitri: Duplîi, Pobedrina |
| 11 mai 2024 15:00 | Laslo 9                 | (20–14) | Ježić 7           | Raiffeisen Sportpark, Graz Asistență: 1650 Arbitri: Duplîi, Pobedrina |
| 11 mai 2024 15:00 | 6× 1×                   | Raport  | 3×                | Raiffeisen Sportpark, Graz Asistență: 1650 Arbitri: Duplîi, Pobedrina |

| 11 mai 2024 18:00 | Storhamar HE        | 28 – 27 | Neptunes de Nantes | Raiffeisen Sportpark, Graz Asistență: 1450 Arbitri: Vranes, Wenninger |
| 11 mai 2024 18:00 | Nestaker, Obaidli 7 | (12–16) | Sajka 7            | Raiffeisen Sportpark, Graz Asistență: 1450 Arbitri: Vranes, Wenninger |
| 11 mai 2024 18:00 | 3×                  | Raport  | 6×                 | Raiffeisen Sportpark, Graz Asistență: 1450 Arbitri: Vranes, Wenninger |

| 12 mai 2024 15:00 | HC Dunărea Brăila              | 38 – 39 (Prel.) | Neptunes de Nantes | Raiffeisen Sportpark, Graz Asistență: 1600 Arbitri: Merisi, Pepe |
| 12 mai 2024 15:00 | González, da Rocha, Živković 6 | (14–18)         | Ondono 6           | Raiffeisen Sportpark, Graz Asistență: 1600 Arbitri: Merisi, Pepe |
| 12 mai 2024 15:00 |                                | Raport          | 3×                 | Raiffeisen Sportpark, Graz Asistență: 1600 Arbitri: Merisi, Pepe |
| 12 mai 2024 15:00 | FT: 33–33 7m: 5–6              |                 |                    | Raiffeisen Sportpark, Graz Asistență: 1600 Arbitri: Merisi, Pepe |

| 12 mai 2024 18:00 | CS Gloria 2018 Bistrița  | 27 – 29 | Storhamar HE | Raiffeisen Sportpark, Graz Asistență: 1800 Arbitri: Hatipoğlu, Şimşek |
| 12 mai 2024 18:00 | Araújo Frossard, Laslo 6 | (15–14) | Obaidli 9    | Raiffeisen Sportpark, Graz Asistență: 1800 Arbitri: Hatipoğlu, Şimşek |
| 12 mai 2024 18:00 | 3× 1× 2×                 | Raport  | 3× 2×        | Raiffeisen Sportpark, Graz Asistență: 1800 Arbitri: Hatipoğlu, Şimşek |

| Poz. | Nume               | Echipă                | Goluri | Partide |
| ---- | ------------------ | --------------------- | ------ | ------- |
| 1    | Dunja Tabak        | ŽRK Železničar Inđija | 20     | 2       |
| 2    | Patrícia Kovács    | Hypo Niederösterreich | 19     | 2       |
| 3    | Maja Sæteren       | Larvik HK             | 18     | 2       |
| 4    | Christine Alver    | Molde HK Elite        | 17     | 2       |
| 4    | Nikoleta Lazarević | ŽRK Železničar Inđija | 17     | 2       |
| 6    | Mia Emmenegger     | Spono Eagles          | 16     | 2       |
| 7    | Celina Vatne       | Molde HK Elite        | 13     | 2       |
| 8    | Estela Doiro       | CBF Málaga            | 12     | 2       |
| 8    | Mireya González    | HC Dunărea Brăila     | 12     | 2       |
| 8    | Heidi Løke         | Larvik HK             | 12     | 2       |
| 8    | Andrea Pavković    | Hypo Niederösterreich | 12     | 2       |

| Poz. | Nume                    | Echipă                   | Goluri | Partide |
| ---- | ----------------------- | ------------------------ | ------ | ------- |
| 1    | Silvia Arderius         | CBF Málaga Costa del Sol | 14     | 2       |
| 2    | Csenge Kuczora          | Praktiker-Vác            | 16     | 2       |
| 2    | Tamara Horacek          | Neptunes de Nantes       | 16     | 2       |
| 4    | Camilla Herrem          | Sola HK                  | 15     | 2       |
| 4    | Lucie-Marie Kretzschmar | HSG Bensheim/Auerbach    | 15     | 2       |
| 4    | Anniken Obaidli         | Storhamar HE             | 15     | 2       |
| 7    | Christine Alver         | Molde HK Elite           | 14     | 2       |
| 7    | Magda Balsam            | MKS FunFloor Lublin      | 14     | 2       |
| 7    | Nuria Bucher            | Spono Eagles             | 14     | 2       |
| 7    | Emma Nuhanovic          | Höörs HK H 65            | 14     | 2       |
| 7    | Laurentia Wolff         | LC Brühl Handball        | 14     | 2       |

| Poz. | Nume               | Echipă                | Goluri | Partide |
| ---- | ------------------ | --------------------- | ------ | ------- |
| 1    | Dunja Tabak        | ŽRK Železničar Inđija | 20     | 2       |
| 2    | Patrícia Kovács    | Hypo Niederösterreich | 19     | 2       |
| 3    | Maja Sæteren       | Larvik HK             | 18     | 2       |
| 4    | Christine Alver    | Molde HK Elite        | 17     | 2       |
| 4    | Nikoleta Lazarević | ŽRK Železničar Inđija | 17     | 2       |
| 6    | Mia Emmenegger     | Spono Eagles          | 16     | 2       |
| 7    | Celina Vatne       | Molde HK Elite        | 13     | 2       |
| 8    | Estela Doiro       | CBF Málaga            | 12     | 2       |
| 8    | Mireya González    | HC Dunărea Brăila     | 12     | 2       |
| 8    | Heidi Løke         | Larvik HK             | 12     | 2       |
| 8    | Andrea Pavković    | Hypo Niederösterreich | 12     | 2       |

| Poz. | Nume                    | Echipă                   | Goluri | Partide |
| ---- | ----------------------- | ------------------------ | ------ | ------- |
| 1    | Silvia Arderius         | CBF Málaga Costa del Sol | 14     | 2       |
| 2    | Csenge Kuczora          | Praktiker-Vác            | 16     | 2       |
| 2    | Tamara Horacek          | Neptunes de Nantes       | 16     | 2       |
| 4    | Camilla Herrem          | Sola HK                  | 15     | 2       |
| 4    | Lucie-Marie Kretzschmar | HSG Bensheim/Auerbach    | 15     | 2       |
| 4    | Anniken Obaidli         | Storhamar HE             | 15     | 2       |
| 7    | Christine Alver         | Molde HK Elite           | 14     | 2       |
| 7    | Magda Balsam            | MKS FunFloor Lublin      | 14     | 2       |
| 7    | Nuria Bucher            | Spono Eagles             | 14     | 2       |
| 7    | Emma Nuhanovic          | Höörs HK H 65            | 14     | 2       |
| 7    | Laurentia Wolff         | LC Brühl Handball        | 14     | 2       |

| Poz. | Nume               | Echipă                  | Goluri | Partide |
| ---- | ------------------ | ----------------------- | ------ | ------- |
| 1    | Anniken Obaidli    | Storhamar HE            | 68     | 10      |
| 2    | Cristina Laslo     | CS Gloria 2018 Bistrița | 56     | 10      |
| 3    | Katarina Ježić     | HC Dunărea Brăila       | 51     | 10      |
| 4    | Johanna Reichert   | Thüringer HC            | 48     | 8       |
| 5    | Eszter Tóth        | Mosonmagyaróvári KC SE  | 46     | 8       |
| 6    | Csenge Kuczora     | Praktiker-Vác           | 44     | 6       |
| 6    | Kristina Novak     | Sola HK                 | 44     | 8       |
| 8    | Tamara Horacek     | Neptunes de Nantes      | 43     | 10      |
| 8    | Marie-Hélène Sajka | Neptunes de Nantes      | 43     | 10      |
| 10   | Bianca Bazaliu     | CS Gloria 2018 Bistrița | 42     | 10      |
| 10   | Oriane Ondono      | Neptunes de Nantes      | 42     | 10      |

| Poz. | Nume                    | Echipă                  | Goluri | Partide |
| ---- | ----------------------- | ----------------------- | ------ | ------- |
| 1    | Anniken Obaidli         | Storhamar HE            | 83     | 12      |
| 2    | Csenge Kuczora          | Praktiker-Vác           | 60     | 8       |
| 3    | Tamara Horacek          | Neptunes de Nantes      | 59     | 12      |
| 4    | Kristina Novak          | Sola HK                 | 57     | 10      |
| 5    | Lucie-Marie Kretzschmar | HSG Bensheim/Auerbach   | 56     | 8       |
| 5    | Cristina Laslo          | CS Gloria 2018 Bistrița | 56     | 10      |
| 7    | Camilla Herrem          | Sola HK                 | 55     | 10      |
| 7    | Katarina Ježić          | HC Dunărea Brăila       | 55     | 14      |
| 9    | Oriane Ondono           | Neptunes de Nantes      | 51     | 12      |
| 10   | Marie-Hélène Sajka      | Neptunes de Nantes      | 49     | 12      |

| Poz. | Nume               | Echipă                  | Goluri | Partide |
| ---- | ------------------ | ----------------------- | ------ | ------- |
| 1    | Anniken Obaidli    | Storhamar HE            | 68     | 10      |
| 2    | Cristina Laslo     | CS Gloria 2018 Bistrița | 56     | 10      |
| 3    | Katarina Ježić     | HC Dunărea Brăila       | 51     | 10      |
| 4    | Johanna Reichert   | Thüringer HC            | 48     | 8       |
| 5    | Eszter Tóth        | Mosonmagyaróvári KC SE  | 46     | 8       |
| 6    | Csenge Kuczora     | Praktiker-Vác           | 44     | 6       |
| 6    | Kristina Novak     | Sola HK                 | 44     | 8       |
| 8    | Tamara Horacek     | Neptunes de Nantes      | 43     | 10      |
| 8    | Marie-Hélène Sajka | Neptunes de Nantes      | 43     | 10      |
| 10   | Bianca Bazaliu     | CS Gloria 2018 Bistrița | 42     | 10      |
| 10   | Oriane Ondono      | Neptunes de Nantes      | 42     | 10      |

| Poz. | Nume                    | Echipă                  | Goluri | Partide |
| ---- | ----------------------- | ----------------------- | ------ | ------- |
| 1    | Anniken Obaidli         | Storhamar HE            | 83     | 12      |
| 2    | Csenge Kuczora          | Praktiker-Vác           | 60     | 8       |
| 3    | Tamara Horacek          | Neptunes de Nantes      | 59     | 12      |
| 4    | Kristina Novak          | Sola HK                 | 57     | 10      |
| 5    | Lucie-Marie Kretzschmar | HSG Bensheim/Auerbach   | 56     | 8       |
| 5    | Cristina Laslo          | CS Gloria 2018 Bistrița | 56     | 10      |
| 7    | Camilla Herrem          | Sola HK                 | 55     | 10      |
| 7    | Katarina Ježić          | HC Dunărea Brăila       | 55     | 14      |
| 9    | Oriane Ondono           | Neptunes de Nantes      | 51     | 12      |
| 10   | Marie-Hélène Sajka      | Neptunes de Nantes      | 49     | 12      |

| Loc | Echipa                 | MJ | V | E | Î | GM  | GP  | DG  | Pct | Calificare           |         | SOL     | MOS     | MÁL     | TGJ     |
| --- | ---------------------- | -- | - | - | - | --- | --- | --- | --- | -------------------- | ------- | ------- | ------- | ------- | ------- |
| 1   | Sola HK                | 6  | 5 | 0 | 1 | 195 | 164 | +31 | 10  | Sferturile de finală |         | —       | 28 – 32 | 36 – 31 | 40 – 29 |
| 2   | Mosonmagyaróvári KC SE | 6  | 4 | 0 | 2 | 167 | 161 | +6  | 8   | Sferturile de finală |         | 29 – 34 | —       | 25 – 23 | 33 – 27 |
| 3   | CBF Málaga             | 6  | 3 | 0 | 3 | 170 | 164 | +6  | 6   |                      |         | 22 – 26 | 29 – 26 | —       | 30 – 26 |
| 4   | CSM Târgu Jiu          | 6  | 0 | 0 | 6 | 148 | 191 | −43 | 0   |                      | 21 – 31 | 20 – 22 | 25 – 35 | —       |         |

| Grupă | De pe locul 1 din grupă | De pe locul 2 din grupă |
| ----- | ----------------------- | ----------------------- |
| A     | Storhamar HE            | RK Podravka Koprivnica  |
| B     | HC Dunărea Brăila       | Thüringer HC            |
| C     | CS Gloria 2018 Bistrița | Neptunes de Nantes      |
| D     | Sola HK                 | Mosonmagyaróvári KC SE  |

|  | Sferturile de finală | Sferturile de finală    | Sferturile de finală | Sferturile de finală | Sferturile de finală |    |                        | Semifinalele            | Semifinalele | Semifinalele | Semifinalele | Semifinalele |                   |             | Finala                  | Finala             | Finala      | Finala | Finala |  |
|  |                      |                         |                      |                      |                      |    |                        |                         |              |              |              |              |                   |             |                         |                    |             |        |        |  |
|  | 2D                   | Mosonmagyaróvári KC     | 30                   | 25                   | 55                   |    |                        |                         |              |              |              |              |                   |             |                         |                    |             |        |        |  |
|  | 1C                   | CS Gloria 2018 Bistrița | 32                   | 27                   | 59                   |    |                        |                         |              |              |              |              |                   |             |                         |                    |             |        |        |  |
|  | 1C                   | CS Gloria 2018 Bistrița | 32                   | 27                   | 59                   |    | 1C                     | CS Gloria 2018 Bistrița | –            | –            | 37           |              |                   |             |                         |                    |             |        |        |  |
|  |                      |                         |                      |                      |                      |    | 1C                     | CS Gloria 2018 Bistrița | –            | –            | 37           |              |                   |             |                         |                    |             |        |        |  |
|  |                      | 1B                      | HC Dunărea Brăila    | –                    | –                    | 26 |                        |                         |              |              |              |              |                   |             |                         |                    |             |        |        |  |
|  | 2A                   | 1B                      | HC Dunărea Brăila    | –                    | –                    | 26 | RK Podravka Koprivnica | 26                      | 25           | 51           |              |              |                   |             |                         |                    |             |        |        |  |
|  | 2A                   |                         |                      |                      |                      |    | RK Podravka Koprivnica | 26                      | 25           | 51           |              |              |                   |             |                         |                    |             |        |        |  |
|  | 1B                   | HC Dunărea Brăila       | 32                   | 26                   | 58                   |    |                        |                         |              |              |              |              |                   |             |                         |                    |             |        |        |  |
|  | 1B                   | HC Dunărea Brăila       | 32                   | 26                   | 58                   |    |                        |                         |              |              |              |              |                   | 1C          | CS Gloria 2018 Bistrița | –                  | –           | 27     |        |  |
|  |                      |                         |                      |                      |                      |    |                        |                         |              |              |              |              |                   | 1C          | CS Gloria 2018 Bistrița | –                  | –           | 27     |        |  |
|  |                      | 1A                      | Storhamar HE         | –                    | –                    | 29 |                        |                         |              |              |              |              |                   |             |                         |                    |             |        |        |  |
|  | 2B                   | 1A                      | Storhamar HE         | –                    | –                    | 29 | Thüringer HC           | 35                      | 26           | 61           |              |              |                   |             |                         |                    |             |        |        |  |
|  | 2B                   |                         |                      |                      |                      |    | Thüringer HC           | 35                      | 26           | 61           |              |              |                   |             |                         |                    |             |        |        |  |
|  | 1A                   | Storhamar HE            | 39                   | 33                   | 72                   |    |                        |                         |              |              |              |              |                   |             |                         |                    |             |        |        |  |
|  | 1A                   | Storhamar HE            | 39                   | 33                   | 72                   |    | 1A                     | Storhamar HE            | –            | –            | 28           |              | Finala mică       | Finala mică | Finala mică             | Finala mică        | Finala mică |        |        |  |
|  |                      |                         |                      |                      |                      |    | 1A                     | Storhamar HE            | –            | –            | 28           |              | Finala mică       | Finala mică | Finala mică             | Finala mică        | Finala mică |        |        |  |
|  |                      | 2C                      | Neptunes de Nantes   | –                    | –                    | 27 |                        |                         |              |              |              |              |                   |             |                         |                    |             |        |        |  |
|  | 2C                   | 2C                      | Neptunes de Nantes   | –                    | –                    | 27 | Neptunes de Nantes     | 31                      | 29           | 60           |              | 1B           | HC Dunărea Brăila | –           | –                       | 38                 |             |        |        |  |
|  | 2C                   |                         |                      |                      |                      |    | Neptunes de Nantes     | 31                      | 29           | 60           |              | 1B           | HC Dunărea Brăila | –           | –                       | 38                 |             |        |        |  |
|  | 1D                   | Sola HK                 | 27                   | 30                   | 57                   |    |                        |                         |              |              |              |              |                   |             | 2C                      | Neptunes de Nantes | –           | –      | 39     |  |

| Echipa 1               | Scor gen. | Echipa 2                | Tur   | Retur |
| ---------------------- | --------- | ----------------------- | ----- | ----- |
| Thüringer HC           | 61 – 72   | Storhamar HE            | 35–39 | 26–33 |
| RK Podravka Koprivnica | 51 – 58   | HC Dunărea Brăila       | 26–32 | 25–26 |
| Mosonmagyaróvári KC SE | 55 – 59   | CS Gloria 2018 Bistrița | 30–32 | 25–27 |
| Neptunes de Nantes     | 60 – 57   | Sola HK                 | 31–27 | 39–30 |

|  | Semifinalele         | Semifinalele |                      |    | Finala | Finala |
|  |                      |              |                      |    |        |        |
|  | 11 mai 2024          |              |                      |    |        |        |
|  |                      |              |                      |    |        |        |
|  | Gloria 2018 Bistrița | 37           |                      |    |        |        |
|  | Gloria 2018 Bistrița | 37           | 12 mai 2024          |    |        |        |
|  | HC Dunărea Brăila    | 26           |                      |    |        |        |
|  | HC Dunărea Brăila    | 26           | Gloria 2018 Bistrița | 27 |        |        |
|  | 11 mai 2024          |              | Gloria 2018 Bistrița | 27 |        |        |
|  |                      | Storhamar HE | 29                   |    |        |        |
|  | Storhamar HE         | Storhamar HE | 29                   | 28 |        |        |
|  | Storhamar HE         |              |                      | 28 |        |        |
|  | Neptunes de Nantes   | 27           |                      |    |        |        |
|  | Neptunes de Nantes   | 27           | Finala mică          |    |        |        |
|  |                      |              |                      |    |        |        |
|  | 12 mai 2024          |              |                      |    |        |        |
|  |                      |              |                      |    |        |        |
|  | HC Dunărea Brăila    | 38           |                      |    |        |        |
|  | HC Dunărea Brăila    | 38           |                      |    |        |        |
|  | Neptunes de Nantes   | 39           |                      |    |        |        |

| 11 mai 2024 15:00 | CS Gloria 2018 Bistrița | 37 – 26 | HC Dunărea Brăila | Raiffeisen Sportpark, Graz Asistență: 1650 Arbitri: Duplîi, Pobedrina |
| 11 mai 2024 15:00 | Laslo 9                 | (20–14) | Ježić 7           | Raiffeisen Sportpark, Graz Asistență: 1650 Arbitri: Duplîi, Pobedrina |
| 11 mai 2024 15:00 | 6× 1×                   | Raport  | 3×                | Raiffeisen Sportpark, Graz Asistență: 1650 Arbitri: Duplîi, Pobedrina |

| 11 mai 2024 18:00 | Storhamar HE        | 28 – 27 | Neptunes de Nantes | Raiffeisen Sportpark, Graz Asistență: 1450 Arbitri: Vranes, Wenninger |
| 11 mai 2024 18:00 | Nestaker, Obaidli 7 | (12–16) | Sajka 7            | Raiffeisen Sportpark, Graz Asistență: 1450 Arbitri: Vranes, Wenninger |
| 11 mai 2024 18:00 | 3×                  | Raport  | 6×                 | Raiffeisen Sportpark, Graz Asistență: 1450 Arbitri: Vranes, Wenninger |

| 12 mai 2024 15:00 | HC Dunărea Brăila              | 38 – 39 (Prel.) | Neptunes de Nantes | Raiffeisen Sportpark, Graz Asistență: 1600 Arbitri: Merisi, Pepe |
| 12 mai 2024 15:00 | González, da Rocha, Živković 6 | (14–18)         | Ondono 6           | Raiffeisen Sportpark, Graz Asistență: 1600 Arbitri: Merisi, Pepe |
| 12 mai 2024 15:00 |                                | Raport          | 3×                 | Raiffeisen Sportpark, Graz Asistență: 1600 Arbitri: Merisi, Pepe |
| 12 mai 2024 15:00 | FT: 33–33 7m: 5–6              |                 |                    | Raiffeisen Sportpark, Graz Asistență: 1600 Arbitri: Merisi, Pepe |

| 12 mai 2024 18:00 | CS Gloria 2018 Bistrița  | 27 – 29 | Storhamar HE | Raiffeisen Sportpark, Graz Asistență: 1800 Arbitri: Hatipoğlu, Şimşek |
| 12 mai 2024 18:00 | Araújo Frossard, Laslo 6 | (15–14) | Obaidli 9    | Raiffeisen Sportpark, Graz Asistență: 1800 Arbitri: Hatipoğlu, Şimşek |
| 12 mai 2024 18:00 | 3× 1× 2×                 | Raport  | 3× 2×        | Raiffeisen Sportpark, Graz Asistență: 1800 Arbitri: Hatipoğlu, Şimşek |

| Poz. | Nume               | Echipă                | Goluri | Partide |
| ---- | ------------------ | --------------------- | ------ | ------- |
| 1    | Dunja Tabak        | ŽRK Železničar Inđija | 20     | 2       |
| 2    | Patrícia Kovács    | Hypo Niederösterreich | 19     | 2       |
| 3    | Maja Sæteren       | Larvik HK             | 18     | 2       |
| 4    | Christine Alver    | Molde HK Elite        | 17     | 2       |
| 4    | Nikoleta Lazarević | ŽRK Železničar Inđija | 17     | 2       |
| 6    | Mia Emmenegger     | Spono Eagles          | 16     | 2       |
| 7    | Celina Vatne       | Molde HK Elite        | 13     | 2       |
| 8    | Estela Doiro       | CBF Málaga            | 12     | 2       |
| 8    | Mireya González    | HC Dunărea Brăila     | 12     | 2       |
| 8    | Heidi Løke         | Larvik HK             | 12     | 2       |
| 8    | Andrea Pavković    | Hypo Niederösterreich | 12     | 2       |

| Poz. | Nume                    | Echipă                   | Goluri | Partide |
| ---- | ----------------------- | ------------------------ | ------ | ------- |
| 1    | Silvia Arderius         | CBF Málaga Costa del Sol | 14     | 2       |
| 2    | Csenge Kuczora          | Praktiker-Vác            | 16     | 2       |
| 2    | Tamara Horacek          | Neptunes de Nantes       | 16     | 2       |
| 4    | Camilla Herrem          | Sola HK                  | 15     | 2       |
| 4    | Lucie-Marie Kretzschmar | HSG Bensheim/Auerbach    | 15     | 2       |
| 4    | Anniken Obaidli         | Storhamar HE             | 15     | 2       |
| 7    | Christine Alver         | Molde HK Elite           | 14     | 2       |
| 7    | Magda Balsam            | MKS FunFloor Lublin      | 14     | 2       |
| 7    | Nuria Bucher            | Spono Eagles             | 14     | 2       |
| 7    | Emma Nuhanovic          | Höörs HK H 65            | 14     | 2       |
| 7    | Laurentia Wolff         | LC Brühl Handball        | 14     | 2       |

| Poz. | Nume               | Echipă                | Goluri | Partide |
| ---- | ------------------ | --------------------- | ------ | ------- |
| 1    | Dunja Tabak        | ŽRK Železničar Inđija | 20     | 2       |
| 2    | Patrícia Kovács    | Hypo Niederösterreich | 19     | 2       |
| 3    | Maja Sæteren       | Larvik HK             | 18     | 2       |
| 4    | Christine Alver    | Molde HK Elite        | 17     | 2       |
| 4    | Nikoleta Lazarević | ŽRK Železničar Inđija | 17     | 2       |
| 6    | Mia Emmenegger     | Spono Eagles          | 16     | 2       |
| 7    | Celina Vatne       | Molde HK Elite        | 13     | 2       |
| 8    | Estela Doiro       | CBF Málaga            | 12     | 2       |
| 8    | Mireya González    | HC Dunărea Brăila     | 12     | 2       |
| 8    | Heidi Løke         | Larvik HK             | 12     | 2       |
| 8    | Andrea Pavković    | Hypo Niederösterreich | 12     | 2       |

| Poz. | Nume                    | Echipă                   | Goluri | Partide |
| ---- | ----------------------- | ------------------------ | ------ | ------- |
| 1    | Silvia Arderius         | CBF Málaga Costa del Sol | 14     | 2       |
| 2    | Csenge Kuczora          | Praktiker-Vác            | 16     | 2       |
| 2    | Tamara Horacek          | Neptunes de Nantes       | 16     | 2       |
| 4    | Camilla Herrem          | Sola HK                  | 15     | 2       |
| 4    | Lucie-Marie Kretzschmar | HSG Bensheim/Auerbach    | 15     | 2       |
| 4    | Anniken Obaidli         | Storhamar HE             | 15     | 2       |
| 7    | Christine Alver         | Molde HK Elite           | 14     | 2       |
| 7    | Magda Balsam            | MKS FunFloor Lublin      | 14     | 2       |
| 7    | Nuria Bucher            | Spono Eagles             | 14     | 2       |
| 7    | Emma Nuhanovic          | Höörs HK H 65            | 14     | 2       |
| 7    | Laurentia Wolff         | LC Brühl Handball        | 14     | 2       |

| Poz. | Nume               | Echipă                  | Goluri | Partide |
| ---- | ------------------ | ----------------------- | ------ | ------- |
| 1    | Anniken Obaidli    | Storhamar HE            | 68     | 10      |
| 2    | Cristina Laslo     | CS Gloria 2018 Bistrița | 56     | 10      |
| 3    | Katarina Ježić     | HC Dunărea Brăila       | 51     | 10      |
| 4    | Johanna Reichert   | Thüringer HC            | 48     | 8       |
| 5    | Eszter Tóth        | Mosonmagyaróvári KC SE  | 46     | 8       |
| 6    | Csenge Kuczora     | Praktiker-Vác           | 44     | 6       |
| 6    | Kristina Novak     | Sola HK                 | 44     | 8       |
| 8    | Tamara Horacek     | Neptunes de Nantes      | 43     | 10      |
| 8    | Marie-Hélène Sajka | Neptunes de Nantes      | 43     | 10      |
| 10   | Bianca Bazaliu     | CS Gloria 2018 Bistrița | 42     | 10      |
| 10   | Oriane Ondono      | Neptunes de Nantes      | 42     | 10      |

| Poz. | Nume                    | Echipă                  | Goluri | Partide |
| ---- | ----------------------- | ----------------------- | ------ | ------- |
| 1    | Anniken Obaidli         | Storhamar HE            | 83     | 12      |
| 2    | Csenge Kuczora          | Praktiker-Vác           | 60     | 8       |
| 3    | Tamara Horacek          | Neptunes de Nantes      | 59     | 12      |
| 4    | Kristina Novak          | Sola HK                 | 57     | 10      |
| 5    | Lucie-Marie Kretzschmar | HSG Bensheim/Auerbach   | 56     | 8       |
| 5    | Cristina Laslo          | CS Gloria 2018 Bistrița | 56     | 10      |
| 7    | Camilla Herrem          | Sola HK                 | 55     | 10      |
| 7    | Katarina Ježić          | HC Dunărea Brăila       | 55     | 14      |
| 9    | Oriane Ondono           | Neptunes de Nantes      | 51     | 12      |
| 10   | Marie-Hélène Sajka      | Neptunes de Nantes      | 49     | 12      |

| Poz. | Nume               | Echipă                  | Goluri | Partide |
| ---- | ------------------ | ----------------------- | ------ | ------- |
| 1    | Anniken Obaidli    | Storhamar HE            | 68     | 10      |
| 2    | Cristina Laslo     | CS Gloria 2018 Bistrița | 56     | 10      |
| 3    | Katarina Ježić     | HC Dunărea Brăila       | 51     | 10      |
| 4    | Johanna Reichert   | Thüringer HC            | 48     | 8       |
| 5    | Eszter Tóth        | Mosonmagyaróvári KC SE  | 46     | 8       |
| 6    | Csenge Kuczora     | Praktiker-Vác           | 44     | 6       |
| 6    | Kristina Novak     | Sola HK                 | 44     | 8       |
| 8    | Tamara Horacek     | Neptunes de Nantes      | 43     | 10      |
| 8    | Marie-Hélène Sajka | Neptunes de Nantes      | 43     | 10      |
| 10   | Bianca Bazaliu     | CS Gloria 2018 Bistrița | 42     | 10      |
| 10   | Oriane Ondono      | Neptunes de Nantes      | 42     | 10      |

| Poz. | Nume                    | Echipă                  | Goluri | Partide |
| ---- | ----------------------- | ----------------------- | ------ | ------- |
| 1    | Anniken Obaidli         | Storhamar HE            | 83     | 12      |
| 2    | Csenge Kuczora          | Praktiker-Vác           | 60     | 8       |
| 3    | Tamara Horacek          | Neptunes de Nantes      | 59     | 12      |
| 4    | Kristina Novak          | Sola HK                 | 57     | 10      |
| 5    | Lucie-Marie Kretzschmar | HSG Bensheim/Auerbach   | 56     | 8       |
| 5    | Cristina Laslo          | CS Gloria 2018 Bistrița | 56     | 10      |
| 7    | Camilla Herrem          | Sola HK                 | 55     | 10      |
| 7    | Katarina Ježić          | HC Dunărea Brăila       | 55     | 14      |
| 9    | Oriane Ondono           | Neptunes de Nantes      | 51     | 12      |
| 10   | Marie-Hélène Sajka      | Neptunes de Nantes      | 49     | 12      |

| Loc | Echipa                  | MJ | V | E | Î | GM  | GP  | DG  | Pct | Calificare           |         | BIS     | NAN     | AUE     | LUB     |
| --- | ----------------------- | -- | - | - | - | --- | --- | --- | --- | -------------------- | ------- | ------- | ------- | ------- | ------- |
| 1   | CS Gloria 2018 Bistrița | 6  | 5 | 1 | 0 | 176 | 148 | +28 | 11  | Sferturile de finală |         | —       | 19 – 19 | 33 – 24 | 26 – 23 |
| 2   | Neptunes de Nantes      | 6  | 3 | 1 | 2 | 190 | 171 | +19 | 7   | Sferturile de finală |         | 29 – 34 | —       | 39 – 27 | 39 – 25 |
| 3   | HSG Bensheim/Auerbach   | 6  | 2 | 0 | 4 | 182 | 200 | −18 | 4   |                      |         | 27 – 35 | 37 – 30 | —       | 35 – 29 |
| 4   | MKS FunFloor Lublin     | 6  | 1 | 0 | 5 | 166 | 195 | −29 | 2   |                      | 26 – 29 | 29 – 34 | 34 – 32 | —       |         |

| Loc | Echipa                 | MJ | V | E | Î | GM  | GP  | DG  | Pct | Calificare           |         | SOL     | MOS     | MÁL     | TGJ     |
| --- | ---------------------- | -- | - | - | - | --- | --- | --- | --- | -------------------- | ------- | ------- | ------- | ------- | ------- |
| 1   | Sola HK                | 6  | 5 | 0 | 1 | 195 | 164 | +31 | 10  | Sferturile de finală |         | —       | 28 – 32 | 36 – 31 | 40 – 29 |
| 2   | Mosonmagyaróvári KC SE | 6  | 4 | 0 | 2 | 167 | 161 | +6  | 8   | Sferturile de finală |         | 29 – 34 | —       | 25 – 23 | 33 – 27 |
| 3   | CBF Málaga             | 6  | 3 | 0 | 3 | 170 | 164 | +6  | 6   |                      |         | 22 – 26 | 29 – 26 | —       | 30 – 26 |
| 4   | CSM Târgu Jiu          | 6  | 0 | 0 | 6 | 148 | 191 | −43 | 0   |                      | 21 – 31 | 20 – 22 | 25 – 35 | —       |         |

| Grupă | De pe locul 1 din grupă | De pe locul 2 din grupă |
| ----- | ----------------------- | ----------------------- |
| A     | Storhamar HE            | RK Podravka Koprivnica  |
| B     | HC Dunărea Brăila       | Thüringer HC            |
| C     | CS Gloria 2018 Bistrița | Neptunes de Nantes      |
| D     | Sola HK                 | Mosonmagyaróvári KC SE  |

|  | Sferturile de finală | Sferturile de finală    | Sferturile de finală | Sferturile de finală | Sferturile de finală |    |                        | Semifinalele            | Semifinalele | Semifinalele | Semifinalele | Semifinalele |                   |             | Finala                  | Finala             | Finala      | Finala | Finala |  |
|  |                      |                         |                      |                      |                      |    |                        |                         |              |              |              |              |                   |             |                         |                    |             |        |        |  |
|  | 2D                   | Mosonmagyaróvári KC     | 30                   | 25                   | 55                   |    |                        |                         |              |              |              |              |                   |             |                         |                    |             |        |        |  |
|  | 1C                   | CS Gloria 2018 Bistrița | 32                   | 27                   | 59                   |    |                        |                         |              |              |              |              |                   |             |                         |                    |             |        |        |  |
|  | 1C                   | CS Gloria 2018 Bistrița | 32                   | 27                   | 59                   |    | 1C                     | CS Gloria 2018 Bistrița | –            | –            | 37           |              |                   |             |                         |                    |             |        |        |  |
|  |                      |                         |                      |                      |                      |    | 1C                     | CS Gloria 2018 Bistrița | –            | –            | 37           |              |                   |             |                         |                    |             |        |        |  |
|  |                      | 1B                      | HC Dunărea Brăila    | –                    | –                    | 26 |                        |                         |              |              |              |              |                   |             |                         |                    |             |        |        |  |
|  | 2A                   | 1B                      | HC Dunărea Brăila    | –                    | –                    | 26 | RK Podravka Koprivnica | 26                      | 25           | 51           |              |              |                   |             |                         |                    |             |        |        |  |
|  | 2A                   |                         |                      |                      |                      |    | RK Podravka Koprivnica | 26                      | 25           | 51           |              |              |                   |             |                         |                    |             |        |        |  |
|  | 1B                   | HC Dunărea Brăila       | 32                   | 26                   | 58                   |    |                        |                         |              |              |              |              |                   |             |                         |                    |             |        |        |  |
|  | 1B                   | HC Dunărea Brăila       | 32                   | 26                   | 58                   |    |                        |                         |              |              |              |              |                   | 1C          | CS Gloria 2018 Bistrița | –                  | –           | 27     |        |  |
|  |                      |                         |                      |                      |                      |    |                        |                         |              |              |              |              |                   | 1C          | CS Gloria 2018 Bistrița | –                  | –           | 27     |        |  |
|  |                      | 1A                      | Storhamar HE         | –                    | –                    | 29 |                        |                         |              |              |              |              |                   |             |                         |                    |             |        |        |  |
|  | 2B                   | 1A                      | Storhamar HE         | –                    | –                    | 29 | Thüringer HC           | 35                      | 26           | 61           |              |              |                   |             |                         |                    |             |        |        |  |
|  | 2B                   |                         |                      |                      |                      |    | Thüringer HC           | 35                      | 26           | 61           |              |              |                   |             |                         |                    |             |        |        |  |
|  | 1A                   | Storhamar HE            | 39                   | 33                   | 72                   |    |                        |                         |              |              |              |              |                   |             |                         |                    |             |        |        |  |
|  | 1A                   | Storhamar HE            | 39                   | 33                   | 72                   |    | 1A                     | Storhamar HE            | –            | –            | 28           |              | Finala mică       | Finala mică | Finala mică             | Finala mică        | Finala mică |        |        |  |
|  |                      |                         |                      |                      |                      |    | 1A                     | Storhamar HE            | –            | –            | 28           |              | Finala mică       | Finala mică | Finala mică             | Finala mică        | Finala mică |        |        |  |
|  |                      | 2C                      | Neptunes de Nantes   | –                    | –                    | 27 |                        |                         |              |              |              |              |                   |             |                         |                    |             |        |        |  |
|  | 2C                   | 2C                      | Neptunes de Nantes   | –                    | –                    | 27 | Neptunes de Nantes     | 31                      | 29           | 60           |              | 1B           | HC Dunărea Brăila | –           | –                       | 38                 |             |        |        |  |
|  | 2C                   |                         |                      |                      |                      |    | Neptunes de Nantes     | 31                      | 29           | 60           |              | 1B           | HC Dunărea Brăila | –           | –                       | 38                 |             |        |        |  |
|  | 1D                   | Sola HK                 | 27                   | 30                   | 57                   |    |                        |                         |              |              |              |              |                   |             | 2C                      | Neptunes de Nantes | –           | –      | 39     |  |

| Echipa 1               | Scor gen. | Echipa 2                | Tur   | Retur |
| ---------------------- | --------- | ----------------------- | ----- | ----- |
| Thüringer HC           | 61 – 72   | Storhamar HE            | 35–39 | 26–33 |
| RK Podravka Koprivnica | 51 – 58   | HC Dunărea Brăila       | 26–32 | 25–26 |
| Mosonmagyaróvári KC SE | 55 – 59   | CS Gloria 2018 Bistrița | 30–32 | 25–27 |
| Neptunes de Nantes     | 60 – 57   | Sola HK                 | 31–27 | 39–30 |

|  | Semifinalele         | Semifinalele |                      |    | Finala | Finala |
|  |                      |              |                      |    |        |        |
|  | 11 mai 2024          |              |                      |    |        |        |
|  |                      |              |                      |    |        |        |
|  | Gloria 2018 Bistrița | 37           |                      |    |        |        |
|  | Gloria 2018 Bistrița | 37           | 12 mai 2024          |    |        |        |
|  | HC Dunărea Brăila    | 26           |                      |    |        |        |
|  | HC Dunărea Brăila    | 26           | Gloria 2018 Bistrița | 27 |        |        |
|  | 11 mai 2024          |              | Gloria 2018 Bistrița | 27 |        |        |
|  |                      | Storhamar HE | 29                   |    |        |        |
|  | Storhamar HE         | Storhamar HE | 29                   | 28 |        |        |
|  | Storhamar HE         |              |                      | 28 |        |        |
|  | Neptunes de Nantes   | 27           |                      |    |        |        |
|  | Neptunes de Nantes   | 27           | Finala mică          |    |        |        |
|  |                      |              |                      |    |        |        |
|  | 12 mai 2024          |              |                      |    |        |        |
|  |                      |              |                      |    |        |        |
|  | HC Dunărea Brăila    | 38           |                      |    |        |        |
|  | HC Dunărea Brăila    | 38           |                      |    |        |        |
|  | Neptunes de Nantes   | 39           |                      |    |        |        |

| 11 mai 2024 15:00 | CS Gloria 2018 Bistrița | 37 – 26 | HC Dunărea Brăila | Raiffeisen Sportpark, Graz Asistență: 1650 Arbitri: Duplîi, Pobedrina |
| 11 mai 2024 15:00 | Laslo 9                 | (20–14) | Ježić 7           | Raiffeisen Sportpark, Graz Asistență: 1650 Arbitri: Duplîi, Pobedrina |
| 11 mai 2024 15:00 | 6× 1×                   | Raport  | 3×                | Raiffeisen Sportpark, Graz Asistență: 1650 Arbitri: Duplîi, Pobedrina |

| 11 mai 2024 18:00 | Storhamar HE        | 28 – 27 | Neptunes de Nantes | Raiffeisen Sportpark, Graz Asistență: 1450 Arbitri: Vranes, Wenninger |
| 11 mai 2024 18:00 | Nestaker, Obaidli 7 | (12–16) | Sajka 7            | Raiffeisen Sportpark, Graz Asistență: 1450 Arbitri: Vranes, Wenninger |
| 11 mai 2024 18:00 | 3×                  | Raport  | 6×                 | Raiffeisen Sportpark, Graz Asistență: 1450 Arbitri: Vranes, Wenninger |

| 12 mai 2024 15:00 | HC Dunărea Brăila              | 38 – 39 (Prel.) | Neptunes de Nantes | Raiffeisen Sportpark, Graz Asistență: 1600 Arbitri: Merisi, Pepe |
| 12 mai 2024 15:00 | González, da Rocha, Živković 6 | (14–18)         | Ondono 6           | Raiffeisen Sportpark, Graz Asistență: 1600 Arbitri: Merisi, Pepe |
| 12 mai 2024 15:00 |                                | Raport          | 3×                 | Raiffeisen Sportpark, Graz Asistență: 1600 Arbitri: Merisi, Pepe |
| 12 mai 2024 15:00 | FT: 33–33 7m: 5–6              |                 |                    | Raiffeisen Sportpark, Graz Asistență: 1600 Arbitri: Merisi, Pepe |

| 12 mai 2024 18:00 | CS Gloria 2018 Bistrița  | 27 – 29 | Storhamar HE | Raiffeisen Sportpark, Graz Asistență: 1800 Arbitri: Hatipoğlu, Şimşek |
| 12 mai 2024 18:00 | Araújo Frossard, Laslo 6 | (15–14) | Obaidli 9    | Raiffeisen Sportpark, Graz Asistență: 1800 Arbitri: Hatipoğlu, Şimşek |
| 12 mai 2024 18:00 | 3× 1× 2×                 | Raport  | 3× 2×        | Raiffeisen Sportpark, Graz Asistență: 1800 Arbitri: Hatipoğlu, Şimşek |

| Poz. | Nume               | Echipă                | Goluri | Partide |
| ---- | ------------------ | --------------------- | ------ | ------- |
| 1    | Dunja Tabak        | ŽRK Železničar Inđija | 20     | 2       |
| 2    | Patrícia Kovács    | Hypo Niederösterreich | 19     | 2       |
| 3    | Maja Sæteren       | Larvik HK             | 18     | 2       |
| 4    | Christine Alver    | Molde HK Elite        | 17     | 2       |
| 4    | Nikoleta Lazarević | ŽRK Železničar Inđija | 17     | 2       |
| 6    | Mia Emmenegger     | Spono Eagles          | 16     | 2       |
| 7    | Celina Vatne       | Molde HK Elite        | 13     | 2       |
| 8    | Estela Doiro       | CBF Málaga            | 12     | 2       |
| 8    | Mireya González    | HC Dunărea Brăila     | 12     | 2       |
| 8    | Heidi Løke         | Larvik HK             | 12     | 2       |
| 8    | Andrea Pavković    | Hypo Niederösterreich | 12     | 2       |

| Poz. | Nume                    | Echipă                   | Goluri | Partide |
| ---- | ----------------------- | ------------------------ | ------ | ------- |
| 1    | Silvia Arderius         | CBF Málaga Costa del Sol | 14     | 2       |
| 2    | Csenge Kuczora          | Praktiker-Vác            | 16     | 2       |
| 2    | Tamara Horacek          | Neptunes de Nantes       | 16     | 2       |
| 4    | Camilla Herrem          | Sola HK                  | 15     | 2       |
| 4    | Lucie-Marie Kretzschmar | HSG Bensheim/Auerbach    | 15     | 2       |
| 4    | Anniken Obaidli         | Storhamar HE             | 15     | 2       |
| 7    | Christine Alver         | Molde HK Elite           | 14     | 2       |
| 7    | Magda Balsam            | MKS FunFloor Lublin      | 14     | 2       |
| 7    | Nuria Bucher            | Spono Eagles             | 14     | 2       |
| 7    | Emma Nuhanovic          | Höörs HK H 65            | 14     | 2       |
| 7    | Laurentia Wolff         | LC Brühl Handball        | 14     | 2       |

| Poz. | Nume               | Echipă                | Goluri | Partide |
| ---- | ------------------ | --------------------- | ------ | ------- |
| 1    | Dunja Tabak        | ŽRK Železničar Inđija | 20     | 2       |
| 2    | Patrícia Kovács    | Hypo Niederösterreich | 19     | 2       |
| 3    | Maja Sæteren       | Larvik HK             | 18     | 2       |
| 4    | Christine Alver    | Molde HK Elite        | 17     | 2       |
| 4    | Nikoleta Lazarević | ŽRK Železničar Inđija | 17     | 2       |
| 6    | Mia Emmenegger     | Spono Eagles          | 16     | 2       |
| 7    | Celina Vatne       | Molde HK Elite        | 13     | 2       |
| 8    | Estela Doiro       | CBF Málaga            | 12     | 2       |
| 8    | Mireya González    | HC Dunărea Brăila     | 12     | 2       |
| 8    | Heidi Løke         | Larvik HK             | 12     | 2       |
| 8    | Andrea Pavković    | Hypo Niederösterreich | 12     | 2       |

| Poz. | Nume                    | Echipă                   | Goluri | Partide |
| ---- | ----------------------- | ------------------------ | ------ | ------- |
| 1    | Silvia Arderius         | CBF Málaga Costa del Sol | 14     | 2       |
| 2    | Csenge Kuczora          | Praktiker-Vác            | 16     | 2       |
| 2    | Tamara Horacek          | Neptunes de Nantes       | 16     | 2       |
| 4    | Camilla Herrem          | Sola HK                  | 15     | 2       |
| 4    | Lucie-Marie Kretzschmar | HSG Bensheim/Auerbach    | 15     | 2       |
| 4    | Anniken Obaidli         | Storhamar HE             | 15     | 2       |
| 7    | Christine Alver         | Molde HK Elite           | 14     | 2       |
| 7    | Magda Balsam            | MKS FunFloor Lublin      | 14     | 2       |
| 7    | Nuria Bucher            | Spono Eagles             | 14     | 2       |
| 7    | Emma Nuhanovic          | Höörs HK H 65            | 14     | 2       |
| 7    | Laurentia Wolff         | LC Brühl Handball        | 14     | 2       |

| Poz. | Nume               | Echipă                  | Goluri | Partide |
| ---- | ------------------ | ----------------------- | ------ | ------- |
| 1    | Anniken Obaidli    | Storhamar HE            | 68     | 10      |
| 2    | Cristina Laslo     | CS Gloria 2018 Bistrița | 56     | 10      |
| 3    | Katarina Ježić     | HC Dunărea Brăila       | 51     | 10      |
| 4    | Johanna Reichert   | Thüringer HC            | 48     | 8       |
| 5    | Eszter Tóth        | Mosonmagyaróvári KC SE  | 46     | 8       |
| 6    | Csenge Kuczora     | Praktiker-Vác           | 44     | 6       |
| 6    | Kristina Novak     | Sola HK                 | 44     | 8       |
| 8    | Tamara Horacek     | Neptunes de Nantes      | 43     | 10      |
| 8    | Marie-Hélène Sajka | Neptunes de Nantes      | 43     | 10      |
| 10   | Bianca Bazaliu     | CS Gloria 2018 Bistrița | 42     | 10      |
| 10   | Oriane Ondono      | Neptunes de Nantes      | 42     | 10      |

| Poz. | Nume                    | Echipă                  | Goluri | Partide |
| ---- | ----------------------- | ----------------------- | ------ | ------- |
| 1    | Anniken Obaidli         | Storhamar HE            | 83     | 12      |
| 2    | Csenge Kuczora          | Praktiker-Vác           | 60     | 8       |
| 3    | Tamara Horacek          | Neptunes de Nantes      | 59     | 12      |
| 4    | Kristina Novak          | Sola HK                 | 57     | 10      |
| 5    | Lucie-Marie Kretzschmar | HSG Bensheim/Auerbach   | 56     | 8       |
| 5    | Cristina Laslo          | CS Gloria 2018 Bistrița | 56     | 10      |
| 7    | Camilla Herrem          | Sola HK                 | 55     | 10      |
| 7    | Katarina Ježić          | HC Dunărea Brăila       | 55     | 14      |
| 9    | Oriane Ondono           | Neptunes de Nantes      | 51     | 12      |
| 10   | Marie-Hélène Sajka      | Neptunes de Nantes      | 49     | 12      |

| Poz. | Nume               | Echipă                  | Goluri | Partide |
| ---- | ------------------ | ----------------------- | ------ | ------- |
| 1    | Anniken Obaidli    | Storhamar HE            | 68     | 10      |
| 2    | Cristina Laslo     | CS Gloria 2018 Bistrița | 56     | 10      |
| 3    | Katarina Ježić     | HC Dunărea Brăila       | 51     | 10      |
| 4    | Johanna Reichert   | Thüringer HC            | 48     | 8       |
| 5    | Eszter Tóth        | Mosonmagyaróvári KC SE  | 46     | 8       |
| 6    | Csenge Kuczora     | Praktiker-Vác           | 44     | 6       |
| 6    | Kristina Novak     | Sola HK                 | 44     | 8       |
| 8    | Tamara Horacek     | Neptunes de Nantes      | 43     | 10      |
| 8    | Marie-Hélène Sajka | Neptunes de Nantes      | 43     | 10      |
| 10   | Bianca Bazaliu     | CS Gloria 2018 Bistrița | 42     | 10      |
| 10   | Oriane Ondono      | Neptunes de Nantes      | 42     | 10      |

| Poz. | Nume                    | Echipă                  | Goluri | Partide |
| ---- | ----------------------- | ----------------------- | ------ | ------- |
| 1    | Anniken Obaidli         | Storhamar HE            | 83     | 12      |
| 2    | Csenge Kuczora          | Praktiker-Vác           | 60     | 8       |
| 3    | Tamara Horacek          | Neptunes de Nantes      | 59     | 12      |
| 4    | Kristina Novak          | Sola HK                 | 57     | 10      |
| 5    | Lucie-Marie Kretzschmar | HSG Bensheim/Auerbach   | 56     | 8       |
| 5    | Cristina Laslo          | CS Gloria 2018 Bistrița | 56     | 10      |
| 7    | Camilla Herrem          | Sola HK                 | 55     | 10      |
| 7    | Katarina Ježić          | HC Dunărea Brăila       | 55     | 14      |
| 9    | Oriane Ondono           | Neptunes de Nantes      | 51     | 12      |
| 10   | Marie-Hélène Sajka      | Neptunes de Nantes      | 49     | 12      |

| Loc | Echipa                 | MJ | V | E | Î | GM  | GP  | DG  | Pct | Calificare           |         | SOL     | MOS     | MÁL     | TGJ     |
| --- | ---------------------- | -- | - | - | - | --- | --- | --- | --- | -------------------- | ------- | ------- | ------- | ------- | ------- |
| 1   | Sola HK                | 6  | 5 | 0 | 1 | 195 | 164 | +31 | 10  | Sferturile de finală |         | —       | 28 – 32 | 36 – 31 | 40 – 29 |
| 2   | Mosonmagyaróvári KC SE | 6  | 4 | 0 | 2 | 167 | 161 | +6  | 8   | Sferturile de finală |         | 29 – 34 | —       | 25 – 23 | 33 – 27 |
| 3   | CBF Málaga             | 6  | 3 | 0 | 3 | 170 | 164 | +6  | 6   |                      |         | 22 – 26 | 29 – 26 | —       | 30 – 26 |
| 4   | CSM Târgu Jiu          | 6  | 0 | 0 | 6 | 148 | 191 | −43 | 0   |                      | 21 – 31 | 20 – 22 | 25 – 35 | —       |         |

| Grupă | De pe locul 1 din grupă | De pe locul 2 din grupă |
| ----- | ----------------------- | ----------------------- |
| A     | Storhamar HE            | RK Podravka Koprivnica  |
| B     | HC Dunărea Brăila       | Thüringer HC            |
| C     | CS Gloria 2018 Bistrița | Neptunes de Nantes      |
| D     | Sola HK                 | Mosonmagyaróvári KC SE  |

|  | Sferturile de finală | Sferturile de finală    | Sferturile de finală | Sferturile de finală | Sferturile de finală |    |                        | Semifinalele            | Semifinalele | Semifinalele | Semifinalele | Semifinalele |                   |             | Finala                  | Finala             | Finala      | Finala | Finala |  |
|  |                      |                         |                      |                      |                      |    |                        |                         |              |              |              |              |                   |             |                         |                    |             |        |        |  |
|  | 2D                   | Mosonmagyaróvári KC     | 30                   | 25                   | 55                   |    |                        |                         |              |              |              |              |                   |             |                         |                    |             |        |        |  |
|  | 1C                   | CS Gloria 2018 Bistrița | 32                   | 27                   | 59                   |    |                        |                         |              |              |              |              |                   |             |                         |                    |             |        |        |  |
|  | 1C                   | CS Gloria 2018 Bistrița | 32                   | 27                   | 59                   |    | 1C                     | CS Gloria 2018 Bistrița | –            | –            | 37           |              |                   |             |                         |                    |             |        |        |  |
|  |                      |                         |                      |                      |                      |    | 1C                     | CS Gloria 2018 Bistrița | –            | –            | 37           |              |                   |             |                         |                    |             |        |        |  |
|  |                      | 1B                      | HC Dunărea Brăila    | –                    | –                    | 26 |                        |                         |              |              |              |              |                   |             |                         |                    |             |        |        |  |
|  | 2A                   | 1B                      | HC Dunărea Brăila    | –                    | –                    | 26 | RK Podravka Koprivnica | 26                      | 25           | 51           |              |              |                   |             |                         |                    |             |        |        |  |
|  | 2A                   |                         |                      |                      |                      |    | RK Podravka Koprivnica | 26                      | 25           | 51           |              |              |                   |             |                         |                    |             |        |        |  |
|  | 1B                   | HC Dunărea Brăila       | 32                   | 26                   | 58                   |    |                        |                         |              |              |              |              |                   |             |                         |                    |             |        |        |  |
|  | 1B                   | HC Dunărea Brăila       | 32                   | 26                   | 58                   |    |                        |                         |              |              |              |              |                   | 1C          | CS Gloria 2018 Bistrița | –                  | –           | 27     |        |  |
|  |                      |                         |                      |                      |                      |    |                        |                         |              |              |              |              |                   | 1C          | CS Gloria 2018 Bistrița | –                  | –           | 27     |        |  |
|  |                      | 1A                      | Storhamar HE         | –                    | –                    | 29 |                        |                         |              |              |              |              |                   |             |                         |                    |             |        |        |  |
|  | 2B                   | 1A                      | Storhamar HE         | –                    | –                    | 29 | Thüringer HC           | 35                      | 26           | 61           |              |              |                   |             |                         |                    |             |        |        |  |
|  | 2B                   |                         |                      |                      |                      |    | Thüringer HC           | 35                      | 26           | 61           |              |              |                   |             |                         |                    |             |        |        |  |
|  | 1A                   | Storhamar HE            | 39                   | 33                   | 72                   |    |                        |                         |              |              |              |              |                   |             |                         |                    |             |        |        |  |
|  | 1A                   | Storhamar HE            | 39                   | 33                   | 72                   |    | 1A                     | Storhamar HE            | –            | –            | 28           |              | Finala mică       | Finala mică | Finala mică             | Finala mică        | Finala mică |        |        |  |
|  |                      |                         |                      |                      |                      |    | 1A                     | Storhamar HE            | –            | –            | 28           |              | Finala mică       | Finala mică | Finala mică             | Finala mică        | Finala mică |        |        |  |
|  |                      | 2C                      | Neptunes de Nantes   | –                    | –                    | 27 |                        |                         |              |              |              |              |                   |             |                         |                    |             |        |        |  |
|  | 2C                   | 2C                      | Neptunes de Nantes   | –                    | –                    | 27 | Neptunes de Nantes     | 31                      | 29           | 60           |              | 1B           | HC Dunărea Brăila | –           | –                       | 38                 |             |        |        |  |
|  | 2C                   |                         |                      |                      |                      |    | Neptunes de Nantes     | 31                      | 29           | 60           |              | 1B           | HC Dunărea Brăila | –           | –                       | 38                 |             |        |        |  |
|  | 1D                   | Sola HK                 | 27                   | 30                   | 57                   |    |                        |                         |              |              |              |              |                   |             | 2C                      | Neptunes de Nantes | –           | –      | 39     |  |

| Echipa 1               | Scor gen. | Echipa 2                | Tur   | Retur |
| ---------------------- | --------- | ----------------------- | ----- | ----- |
| Thüringer HC           | 61 – 72   | Storhamar HE            | 35–39 | 26–33 |
| RK Podravka Koprivnica | 51 – 58   | HC Dunărea Brăila       | 26–32 | 25–26 |
| Mosonmagyaróvári KC SE | 55 – 59   | CS Gloria 2018 Bistrița | 30–32 | 25–27 |
| Neptunes de Nantes     | 60 – 57   | Sola HK                 | 31–27 | 39–30 |

|  | Semifinalele         | Semifinalele |                      |    | Finala | Finala |
|  |                      |              |                      |    |        |        |
|  | 11 mai 2024          |              |                      |    |        |        |
|  |                      |              |                      |    |        |        |
|  | Gloria 2018 Bistrița | 37           |                      |    |        |        |
|  | Gloria 2018 Bistrița | 37           | 12 mai 2024          |    |        |        |
|  | HC Dunărea Brăila    | 26           |                      |    |        |        |
|  | HC Dunărea Brăila    | 26           | Gloria 2018 Bistrița | 27 |        |        |
|  | 11 mai 2024          |              | Gloria 2018 Bistrița | 27 |        |        |
|  |                      | Storhamar HE | 29                   |    |        |        |
|  | Storhamar HE         | Storhamar HE | 29                   | 28 |        |        |
|  | Storhamar HE         |              |                      | 28 |        |        |
|  | Neptunes de Nantes   | 27           |                      |    |        |        |
|  | Neptunes de Nantes   | 27           | Finala mică          |    |        |        |
|  |                      |              |                      |    |        |        |
|  | 12 mai 2024          |              |                      |    |        |        |
|  |                      |              |                      |    |        |        |
|  | HC Dunărea Brăila    | 38           |                      |    |        |        |
|  | HC Dunărea Brăila    | 38           |                      |    |        |        |
|  | Neptunes de Nantes   | 39           |                      |    |        |        |

| 11 mai 2024 15:00 | CS Gloria 2018 Bistrița | 37 – 26 | HC Dunărea Brăila | Raiffeisen Sportpark, Graz Asistență: 1650 Arbitri: Duplîi, Pobedrina |
| 11 mai 2024 15:00 | Laslo 9                 | (20–14) | Ježić 7           | Raiffeisen Sportpark, Graz Asistență: 1650 Arbitri: Duplîi, Pobedrina |
| 11 mai 2024 15:00 | 6× 1×                   | Raport  | 3×                | Raiffeisen Sportpark, Graz Asistență: 1650 Arbitri: Duplîi, Pobedrina |

| 11 mai 2024 18:00 | Storhamar HE        | 28 – 27 | Neptunes de Nantes | Raiffeisen Sportpark, Graz Asistență: 1450 Arbitri: Vranes, Wenninger |
| 11 mai 2024 18:00 | Nestaker, Obaidli 7 | (12–16) | Sajka 7            | Raiffeisen Sportpark, Graz Asistență: 1450 Arbitri: Vranes, Wenninger |
| 11 mai 2024 18:00 | 3×                  | Raport  | 6×                 | Raiffeisen Sportpark, Graz Asistență: 1450 Arbitri: Vranes, Wenninger |

| 12 mai 2024 15:00 | HC Dunărea Brăila              | 38 – 39 (Prel.) | Neptunes de Nantes | Raiffeisen Sportpark, Graz Asistență: 1600 Arbitri: Merisi, Pepe |
| 12 mai 2024 15:00 | González, da Rocha, Živković 6 | (14–18)         | Ondono 6           | Raiffeisen Sportpark, Graz Asistență: 1600 Arbitri: Merisi, Pepe |
| 12 mai 2024 15:00 |                                | Raport          | 3×                 | Raiffeisen Sportpark, Graz Asistență: 1600 Arbitri: Merisi, Pepe |
| 12 mai 2024 15:00 | FT: 33–33 7m: 5–6              |                 |                    | Raiffeisen Sportpark, Graz Asistență: 1600 Arbitri: Merisi, Pepe |

| 12 mai 2024 18:00 | CS Gloria 2018 Bistrița  | 27 – 29 | Storhamar HE | Raiffeisen Sportpark, Graz Asistență: 1800 Arbitri: Hatipoğlu, Şimşek |
| 12 mai 2024 18:00 | Araújo Frossard, Laslo 6 | (15–14) | Obaidli 9    | Raiffeisen Sportpark, Graz Asistență: 1800 Arbitri: Hatipoğlu, Şimşek |
| 12 mai 2024 18:00 | 3× 1× 2×                 | Raport  | 3× 2×        | Raiffeisen Sportpark, Graz Asistență: 1800 Arbitri: Hatipoğlu, Şimşek |

| Poz. | Nume               | Echipă                | Goluri | Partide |
| ---- | ------------------ | --------------------- | ------ | ------- |
| 1    | Dunja Tabak        | ŽRK Železničar Inđija | 20     | 2       |
| 2    | Patrícia Kovács    | Hypo Niederösterreich | 19     | 2       |
| 3    | Maja Sæteren       | Larvik HK             | 18     | 2       |
| 4    | Christine Alver    | Molde HK Elite        | 17     | 2       |
| 4    | Nikoleta Lazarević | ŽRK Železničar Inđija | 17     | 2       |
| 6    | Mia Emmenegger     | Spono Eagles          | 16     | 2       |
| 7    | Celina Vatne       | Molde HK Elite        | 13     | 2       |
| 8    | Estela Doiro       | CBF Málaga            | 12     | 2       |
| 8    | Mireya González    | HC Dunărea Brăila     | 12     | 2       |
| 8    | Heidi Løke         | Larvik HK             | 12     | 2       |
| 8    | Andrea Pavković    | Hypo Niederösterreich | 12     | 2       |

| Poz. | Nume                    | Echipă                   | Goluri | Partide |
| ---- | ----------------------- | ------------------------ | ------ | ------- |
| 1    | Silvia Arderius         | CBF Málaga Costa del Sol | 14     | 2       |
| 2    | Csenge Kuczora          | Praktiker-Vác            | 16     | 2       |
| 2    | Tamara Horacek          | Neptunes de Nantes       | 16     | 2       |
| 4    | Camilla Herrem          | Sola HK                  | 15     | 2       |
| 4    | Lucie-Marie Kretzschmar | HSG Bensheim/Auerbach    | 15     | 2       |
| 4    | Anniken Obaidli         | Storhamar HE             | 15     | 2       |
| 7    | Christine Alver         | Molde HK Elite           | 14     | 2       |
| 7    | Magda Balsam            | MKS FunFloor Lublin      | 14     | 2       |
| 7    | Nuria Bucher            | Spono Eagles             | 14     | 2       |
| 7    | Emma Nuhanovic          | Höörs HK H 65            | 14     | 2       |
| 7    | Laurentia Wolff         | LC Brühl Handball        | 14     | 2       |

| Poz. | Nume               | Echipă                | Goluri | Partide |
| ---- | ------------------ | --------------------- | ------ | ------- |
| 1    | Dunja Tabak        | ŽRK Železničar Inđija | 20     | 2       |
| 2    | Patrícia Kovács    | Hypo Niederösterreich | 19     | 2       |
| 3    | Maja Sæteren       | Larvik HK             | 18     | 2       |
| 4    | Christine Alver    | Molde HK Elite        | 17     | 2       |
| 4    | Nikoleta Lazarević | ŽRK Železničar Inđija | 17     | 2       |
| 6    | Mia Emmenegger     | Spono Eagles          | 16     | 2       |
| 7    | Celina Vatne       | Molde HK Elite        | 13     | 2       |
| 8    | Estela Doiro       | CBF Málaga            | 12     | 2       |
| 8    | Mireya González    | HC Dunărea Brăila     | 12     | 2       |
| 8    | Heidi Løke         | Larvik HK             | 12     | 2       |
| 8    | Andrea Pavković    | Hypo Niederösterreich | 12     | 2       |

| Poz. | Nume                    | Echipă                   | Goluri | Partide |
| ---- | ----------------------- | ------------------------ | ------ | ------- |
| 1    | Silvia Arderius         | CBF Málaga Costa del Sol | 14     | 2       |
| 2    | Csenge Kuczora          | Praktiker-Vác            | 16     | 2       |
| 2    | Tamara Horacek          | Neptunes de Nantes       | 16     | 2       |
| 4    | Camilla Herrem          | Sola HK                  | 15     | 2       |
| 4    | Lucie-Marie Kretzschmar | HSG Bensheim/Auerbach    | 15     | 2       |
| 4    | Anniken Obaidli         | Storhamar HE             | 15     | 2       |
| 7    | Christine Alver         | Molde HK Elite           | 14     | 2       |
| 7    | Magda Balsam            | MKS FunFloor Lublin      | 14     | 2       |
| 7    | Nuria Bucher            | Spono Eagles             | 14     | 2       |
| 7    | Emma Nuhanovic          | Höörs HK H 65            | 14     | 2       |
| 7    | Laurentia Wolff         | LC Brühl Handball        | 14     | 2       |

| Poz. | Nume               | Echipă                  | Goluri | Partide |
| ---- | ------------------ | ----------------------- | ------ | ------- |
| 1    | Anniken Obaidli    | Storhamar HE            | 68     | 10      |
| 2    | Cristina Laslo     | CS Gloria 2018 Bistrița | 56     | 10      |
| 3    | Katarina Ježić     | HC Dunărea Brăila       | 51     | 10      |
| 4    | Johanna Reichert   | Thüringer HC            | 48     | 8       |
| 5    | Eszter Tóth        | Mosonmagyaróvári KC SE  | 46     | 8       |
| 6    | Csenge Kuczora     | Praktiker-Vác           | 44     | 6       |
| 6    | Kristina Novak     | Sola HK                 | 44     | 8       |
| 8    | Tamara Horacek     | Neptunes de Nantes      | 43     | 10      |
| 8    | Marie-Hélène Sajka | Neptunes de Nantes      | 43     | 10      |
| 10   | Bianca Bazaliu     | CS Gloria 2018 Bistrița | 42     | 10      |
| 10   | Oriane Ondono      | Neptunes de Nantes      | 42     | 10      |

| Poz. | Nume                    | Echipă                  | Goluri | Partide |
| ---- | ----------------------- | ----------------------- | ------ | ------- |
| 1    | Anniken Obaidli         | Storhamar HE            | 83     | 12      |
| 2    | Csenge Kuczora          | Praktiker-Vác           | 60     | 8       |
| 3    | Tamara Horacek          | Neptunes de Nantes      | 59     | 12      |
| 4    | Kristina Novak          | Sola HK                 | 57     | 10      |
| 5    | Lucie-Marie Kretzschmar | HSG Bensheim/Auerbach   | 56     | 8       |
| 5    | Cristina Laslo          | CS Gloria 2018 Bistrița | 56     | 10      |
| 7    | Camilla Herrem          | Sola HK                 | 55     | 10      |
| 7    | Katarina Ježić          | HC Dunărea Brăila       | 55     | 14      |
| 9    | Oriane Ondono           | Neptunes de Nantes      | 51     | 12      |
| 10   | Marie-Hélène Sajka      | Neptunes de Nantes      | 49     | 12      |

| Poz. | Nume               | Echipă                  | Goluri | Partide |
| ---- | ------------------ | ----------------------- | ------ | ------- |
| 1    | Anniken Obaidli    | Storhamar HE            | 68     | 10      |
| 2    | Cristina Laslo     | CS Gloria 2018 Bistrița | 56     | 10      |
| 3    | Katarina Ježić     | HC Dunărea Brăila       | 51     | 10      |
| 4    | Johanna Reichert   | Thüringer HC            | 48     | 8       |
| 5    | Eszter Tóth        | Mosonmagyaróvári KC SE  | 46     | 8       |
| 6    | Csenge Kuczora     | Praktiker-Vác           | 44     | 6       |
| 6    | Kristina Novak     | Sola HK                 | 44     | 8       |
| 8    | Tamara Horacek     | Neptunes de Nantes      | 43     | 10      |
| 8    | Marie-Hélène Sajka | Neptunes de Nantes      | 43     | 10      |
| 10   | Bianca Bazaliu     | CS Gloria 2018 Bistrița | 42     | 10      |
| 10   | Oriane Ondono      | Neptunes de Nantes      | 42     | 10      |

| Poz. | Nume                    | Echipă                  | Goluri | Partide |
| ---- | ----------------------- | ----------------------- | ------ | ------- |
| 1    | Anniken Obaidli         | Storhamar HE            | 83     | 12      |
| 2    | Csenge Kuczora          | Praktiker-Vác           | 60     | 8       |
| 3    | Tamara Horacek          | Neptunes de Nantes      | 59     | 12      |
| 4    | Kristina Novak          | Sola HK                 | 57     | 10      |
| 5    | Lucie-Marie Kretzschmar | HSG Bensheim/Auerbach   | 56     | 8       |
| 5    | Cristina Laslo          | CS Gloria 2018 Bistrița | 56     | 10      |
| 7    | Camilla Herrem          | Sola HK                 | 55     | 10      |
| 7    | Katarina Ježić          | HC Dunărea Brăila       | 55     | 14      |
| 9    | Oriane Ondono           | Neptunes de Nantes      | 51     | 12      |
| 10   | Marie-Hélène Sajka      | Neptunes de Nantes      | 49     | 12      |